# Zuzana Čížková
Zuzana Čížková též uváděná jako Zuzana Klára Čížková (* 10. prosince 1982 Praha) je česká výtvarnice, zejména sochařka a malířka. 

## Život
Narodila se v Praze, vyrůstala však v Brandýse nad Labem. V letech 1999–2003 studovala na Střední průmyslové škole kamenické a sochařské v Hořicích v Podkrkonoší – obor kamenosochařství. V roce 2005 byla přijata na katedru volného umění na Vysokou školu uměleckoprůmyslovou v Praze (VŠUP) do sochařského ateliéru profesora Kurta Gebauera. Absolvovala v roce 2011.
V roce 2005 reprezentovala Českou republiku na 116. ročníku Salon des indépendants v Paříži, a to na základě výzvy Francie novým členským zemím Evropské unie, aby každá z nich vybrala jednoho mladého výtvarníka do 30 let, který bude svoji zemi na této prestižní výstavě reprezentovat. V roce 2009 získala cenu současného umění v soutěži Winton Train, inspirace dobrem, Praha – Londýn.
Prošla různými studijními a pracovními stážemi v Česku i v zahraničí. Vyzkoušela si práci s mramorem v kamenosochařském ateliéru v carrarských lomech v Itálii, pracovala v "Atelier für Stein Stehlik" v Basileji ve Švýcarsku u česko-švýcarského kameníka Josefa (Jožky) Stehlíka a v ateliéru švýcarského sochaře Ludwiga Stockera.
Při pobytu v Paříži pracovala u akademického sochaře Vladimíra Škody ( sochařství, malba, grafika, videoart). V Paříži se seznámila i s tvorbou malíře Miloše Síkory. V Praze pracovala v ateliéru sochaře Olbrama Zoubka a několik let s ním vystavovala v rámci výstav LUGHNASADH.
Na výstavách v zahraničí se prezentovala zejména obrazy a bronzovými sochami. V posledních letech žije a tvoří v Dobřichovicích u Prahy. Po roce 2016 se Zuzana Čížková přijala křest a začala postupně používat i své křestní jméno Klára.
V roce 2022 ve spolupráci s autorkou Janou Laňkovou vydala knihu pro děti Svinka řádí. 

## Dílo

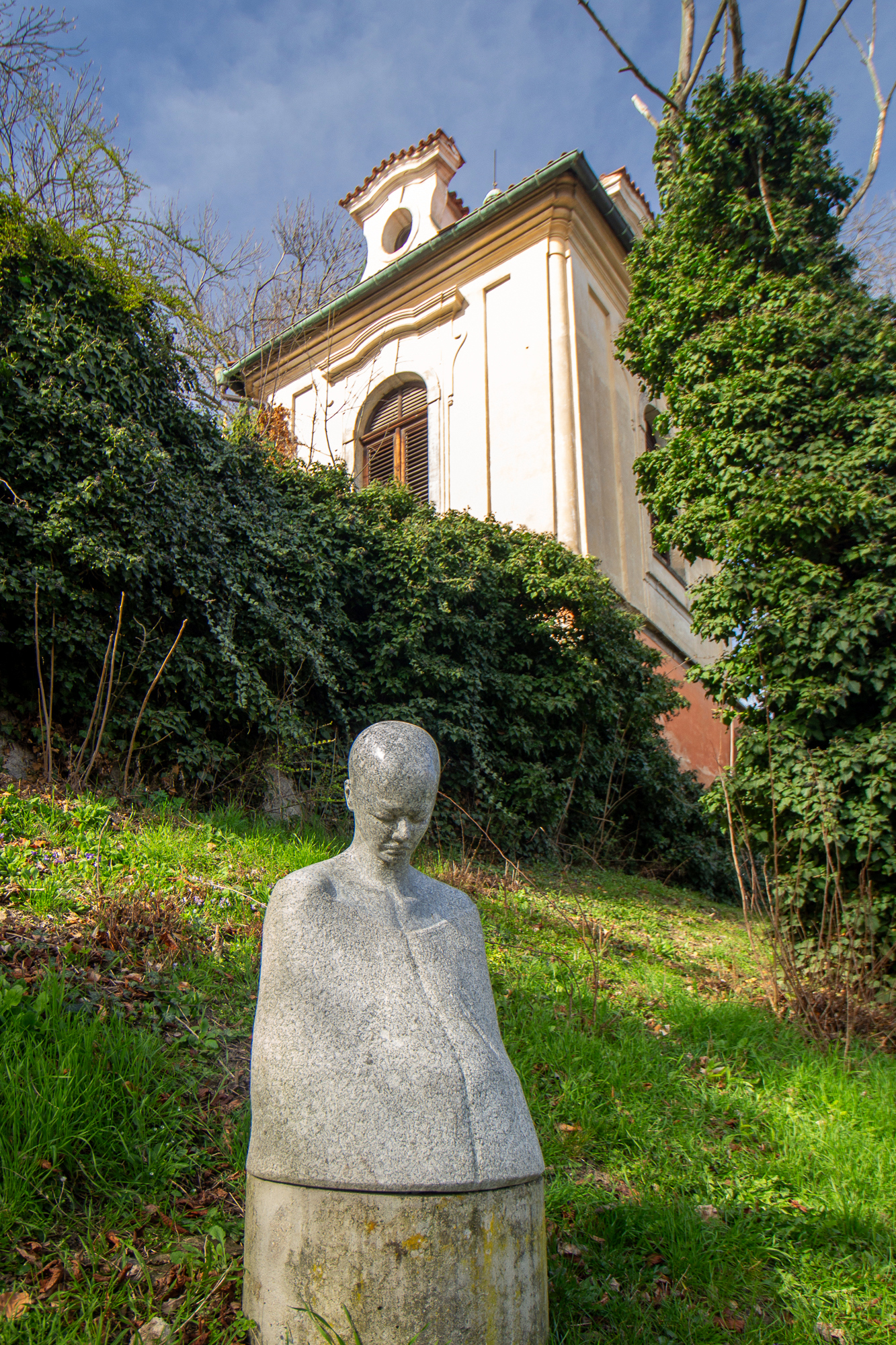
Madony od Zuzany Čížkové u zdi kostela sv. Václava na pražském Proseku

Zpočátku se věnovala většinou práci s kamenem, ale již na kamenosochařské škole v Hořicích si uvědomila omezení tohoto materiálu ve výtvarném vyjádření. V posledních letech[kdy?] se věnuje především tvorbě z kovů, (bronz či plech) a s dalšími materiály (patinovaná sádra, akrystal, epoxid apod.) a zejména do exteriéru z materiálů na bázi cementových směsí, které pro ni byly vyvinuty ve spolupráci s Výzkumným ústavem maltovin (VUMO) v Praze-Radotíně. Z podobného materiálu vznikla i její závěrečná diplomová práce na VŠUP, reliéfní nápis ve znakové řeči sluchově postižených nazvaný Život je krásný, buďte šťastni a mějte se rádi!. 
Motiv rukou, znakové řeči a prstové abecedy prostupuje i do dalších děl Zuzany Čížkové, objevuje se u ní na mnohých obrazech a plastikách, za něj byla oceněna v soutěži Winton Train.
Současně s tím se věnuje také tématům křehkých skořepin a lastur ve smyslu ontogeneze a cesty sv. Jakuba a křesťanským atributům s touto souvislostí a proměnou víry v technický pokrok (nejznámějším jejím dílem je Elektrokříž, který byl uveden na různých výstavách po Evropě). Toto téma se stalo dominantním od roku 2016, kdy nepříznivé okolnosti autorku zavedly k hlubšímu zkoumání životního stylu v moderních civilizacích. 
Ve své na první pohled pozitivní tvorbě se zabývá otázkami současných životních cílů lidí v západním světě na přelomu století v souvislosti s proměnou duchovního života v technický pokrok. Stejně tak se zajímá o osobní zkušenost s reálným vnímání a vytváří na ně metafory (cyklus obrazů Výlety N1 a N2) a zároveň honbou lidí za dokonalostí materiální i na emotivní rovině i přeměnou krajiny (cykly obrazů Roboti, Romantická krajina 21. století, Zrození, Horizont událostí).

## Výstavy (výběr)

### Samostatné

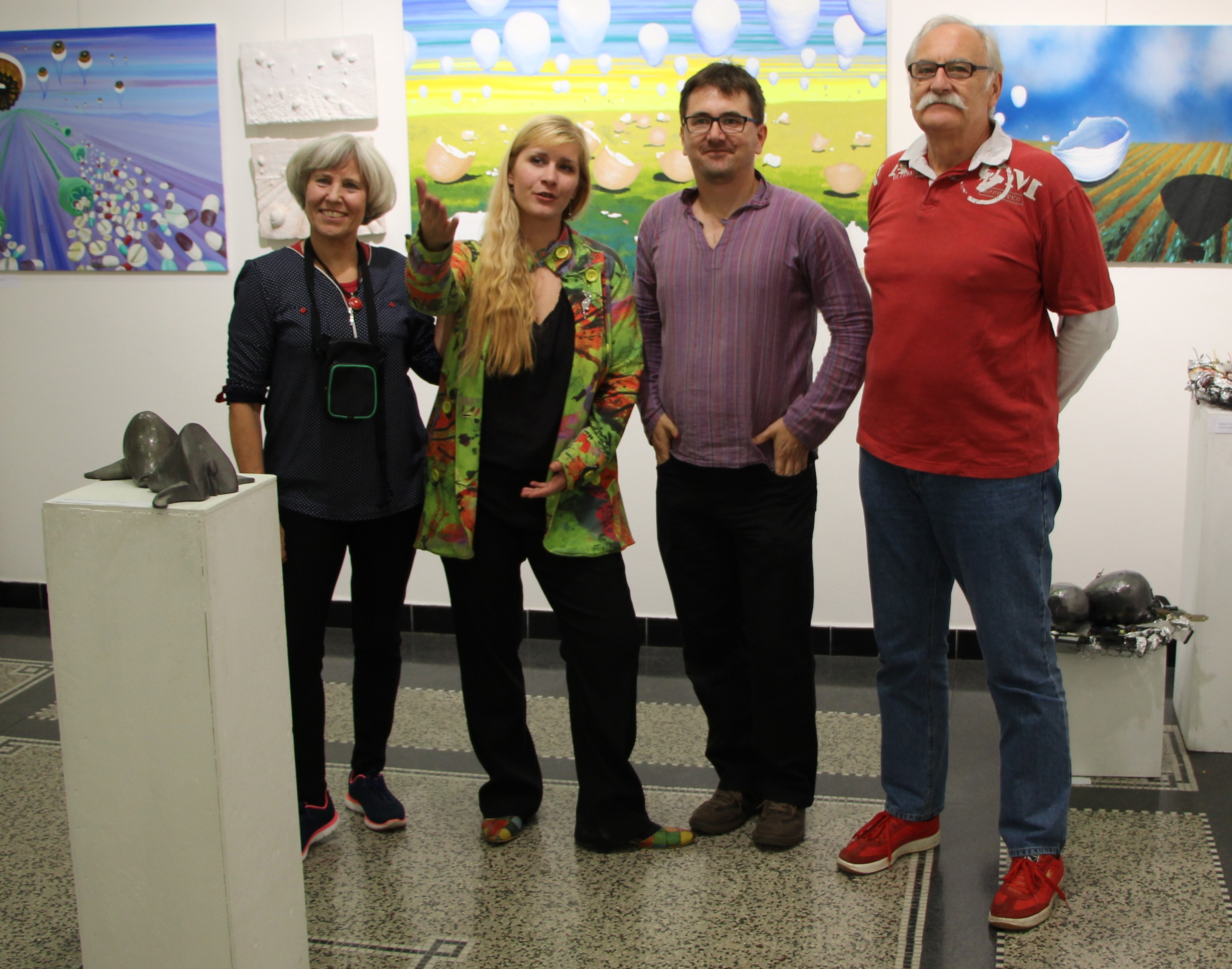
Z vernisáže autorské výstavy "Kousek cesty" Zuzany Čížkové v roce 2017

- 1999 - Malý salon-Detaily, výstavní síň Městského muzea v Čelákovicích
- 2000 – Netradičně klasické, Výstavní síň Městského muzea v Čelákovicích
- 2004 – Plastické iluze, Okresním muzeum Praha-východ, Brandýs nad Labem
- 2003 – Piková dáma, Naiv artists a spol., Výstavní síň Společenského domu Neratovice (skupinová výstava)
- 2004 – Sochy na túře, Mariánské Lázně
- 2004 – Oltáře obětovaného času, Galerie kaple Jana Nepomuckého, Praha 1, sochy Zuzana Čížková, fotografie Radim Beznoska
- 2005 – Woonsocket, Richmond, Georgetown a Marrison, USA – putovní výstava kreseb tuší, akvarelem, tužkou (2005–2007)
- 2007 – Beton, Městské muzeum Čelákovice, Výstava soch a objektů při příležitosti dvou betonových sympozií s mezinárodní účastí sochařů
- 2007 – Mémoire du Futur – Paměť Budoucnosti, NKP Vyšehrad – Gorlice, (spolu s francouzskou malířkou Valexií)
- 2009 – La Galerie Thuillier expose - Zuzana Cizkova, La Galerie Thuillier, rue de Thorigny, Paříž, Francie
- 2010 – Čížek u Slavíka, Praha, Rašínovo nábřeží, (A)VOID GALLERY
- 2010 – Až po uši v betonu, při příležitosti mezinárodní betonářské konference, Hradec Králové
- 2013 – Rozmary policejního rady, Muzeum Policie ČR, Praha 2
- 2014 – C'est moi – Moje cesta, Galerie Klenová – kostel sv. Vavřince, Klatovy
- 2015 – Romantická krajina, Creative Gate, Jindřišská pasáž, Praha 1
- 2016 – Obrazy, Hellichova ulice, kostel sv. Vavřince, Praha 1
- 2016 – Cesta do Brandýsa, Galerie Kočár, Brandýs nad Labem
- 2017 – Obrazy, Hellichova ulice, kostel sv. Vavřince, Praha 1
- 2017 – Kousek cesty, Galerie 9 – Vysočanská radnice, Praha 9
- 2022 - Obrazy a sochy, Café galerie Bím, Dobřichovice
- 2022 - Zuzana Čížková na FinFestu, Praha 9
- 2024 - 25 let od první samostatné výstavy, Galerie Dobřichovický zámek, Dobřichovice

### Společné (výběr)
- 2005 – Salon des artistes indépendants, Espace Champerret, Paříž, Francie
- 2005 – Lughnasadh, NKP Vyšehrad Gorlice, Praha
- 2006 – Salon des artistes indépendants, Espace Champerret, Paříž, Francie
- 2006 – Na motivy Josefa Mánesa, Výstavní síň Mánes, VŠUP dnes, Praha
- 2006 – Nic na odiv ...?, Kateřinská zahrada, Praha 2
- 2006 – Svět bez kazu ?, 4+4+4 dny v pohybu, Jungmannova 21, Praha 1
- 2007 – Art en capital, Grand Palais, Paříž, Francie
- 2007 – Lughnasadh 07, zámek Kačina
- 2007 – Česká bible v průběhu století, Prácheňské muzeum, Písek
- 2009 – La Biblia ceca nel corso dei secoli – Česká bible v průběhu století, Basilica Santa Croce in Gerusalemme, Řím, Itálie
- 2009 – Czech Bible through the Centuries – Česká bible v průběhu století, Presidents‘ Gallery-European Commission, Brusel, Belgie
- 2009 – Le salon de novembre, Galerie Thuillier, rue de Thorigny, Paříž, Francie
- 2009 – Winton Train – inspirace dobrem, Národní muzeum, Praha
- 2011 – Mädel Knödel, Velvyslanectví ČR ve Vídni, Rakousko
- 2012 – Středočeské Trienále, Rabasova galerie, Rakovník
- 2013 – Les Toiles de l'été, Galerie Thuillier, rue de Thorigny, Paříž, Francie
- 2015 – "Neodvolám" – Mistr Jan Hus, Empírový skleník v Královské zahradě, Pražský hrad
- 2016 – Královské slavnosti, Empírový skleník v Královské zahradě, Pražský hrad
- 2021 - Významné diela súčasného slovenského a českého umenia, Galerie Groma, Žilina
- 2022 - Cesta za duhou, budova kybernetiky ČVUT, Praha 6 - Dejvice
- 2023 - Veškeré setkání, Dřevák, Řevnice
- 2024 – Středočeské Trienále, Rabasova galerie, Rakovník

## Díla ve veřejném prostoru (výběr)
- 2006 – Mamutí kel, Ostrava, areál skanzenu Landek, mramor.
- 2006 – Milenka Rudolfa II., zámecká zahrada v Brandýse nad Labem – cementová směs.
- 2010 – tři sochy – „Madona“, mramor, pískovec, žula (sekané do přírodního kamene), Starý Prosek, u kostela sv. Václava, Praha
- 2011 – reliéfní nápis znakovou řečí: Život je krásný, buďte šťastni a mějte se rádi! – kolorovaný beton, Holečkova ulice, Praha-Smíchov
- 2012 – pomník sv. Anežky České na Náměstí Anežky České u kostela Povýšení svatého Kříže v Poděbradech, umělý pískovec.
- 2013 – pomník na motiv grafiky malíře Ludvíka Kuby v Kubových sadech v Poděbradech, cementová směs, keramika.
- 2024 – dvě sochy – „Madona“, kolorovaný beton, Starý Prosek, u kostela sv. Václava, Praha

## Zastoupení ve sbírkách
- Městské muzeum v Čelákovicích
- Soukromé sbírky v České republice i v zahraničí

## Ocenění
- Cena současného umění v soutěži Winton Train, inspirace dobrem, Praha – Londýn.
- Reprezentace České republiky na 116. ročníku Salon des indépendants v Paříži

## Díla ve veřejném prostoru

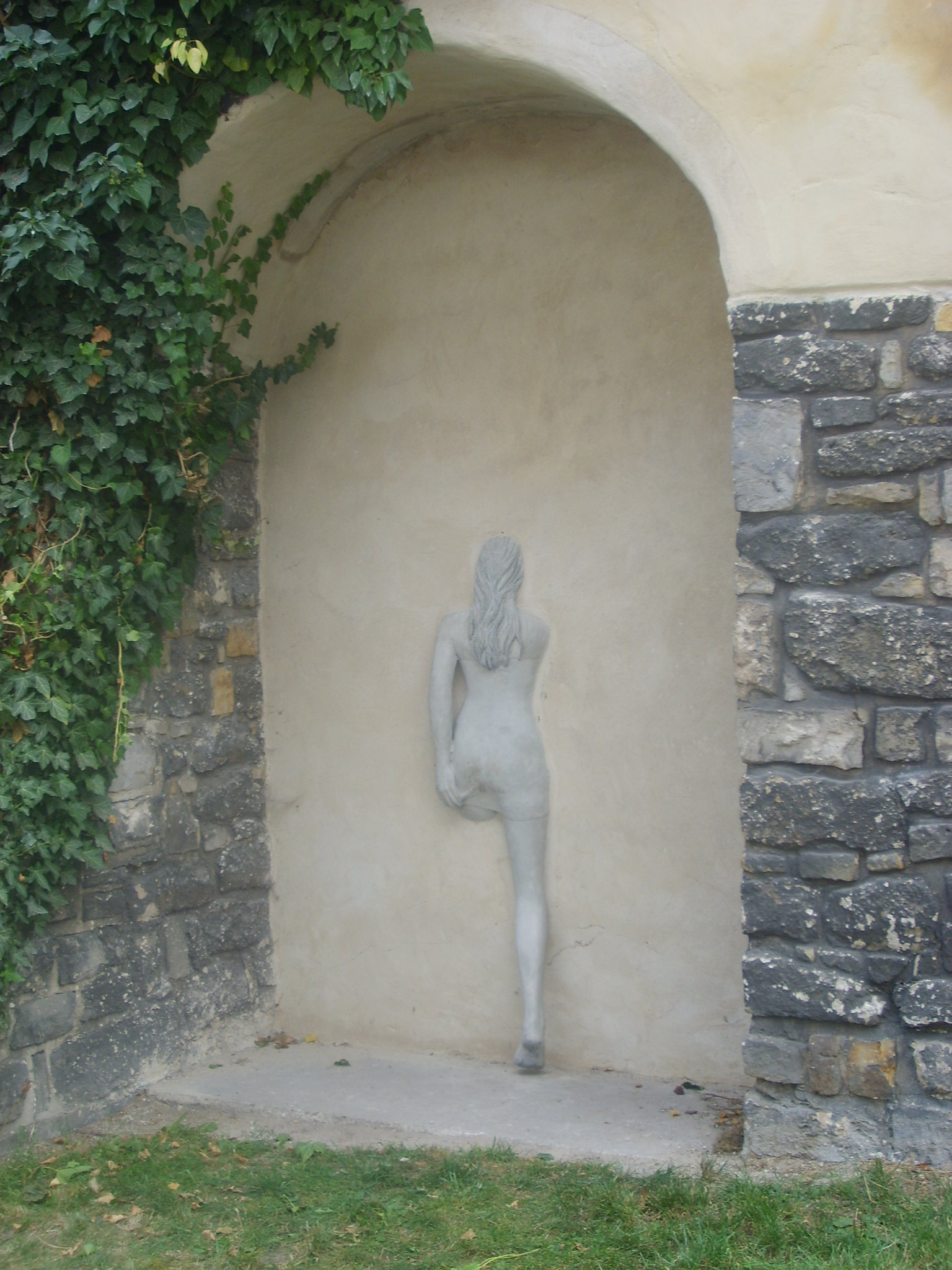
Milenka Rudolfa II. v zámecké zahradě v Brandýse nad Labem.
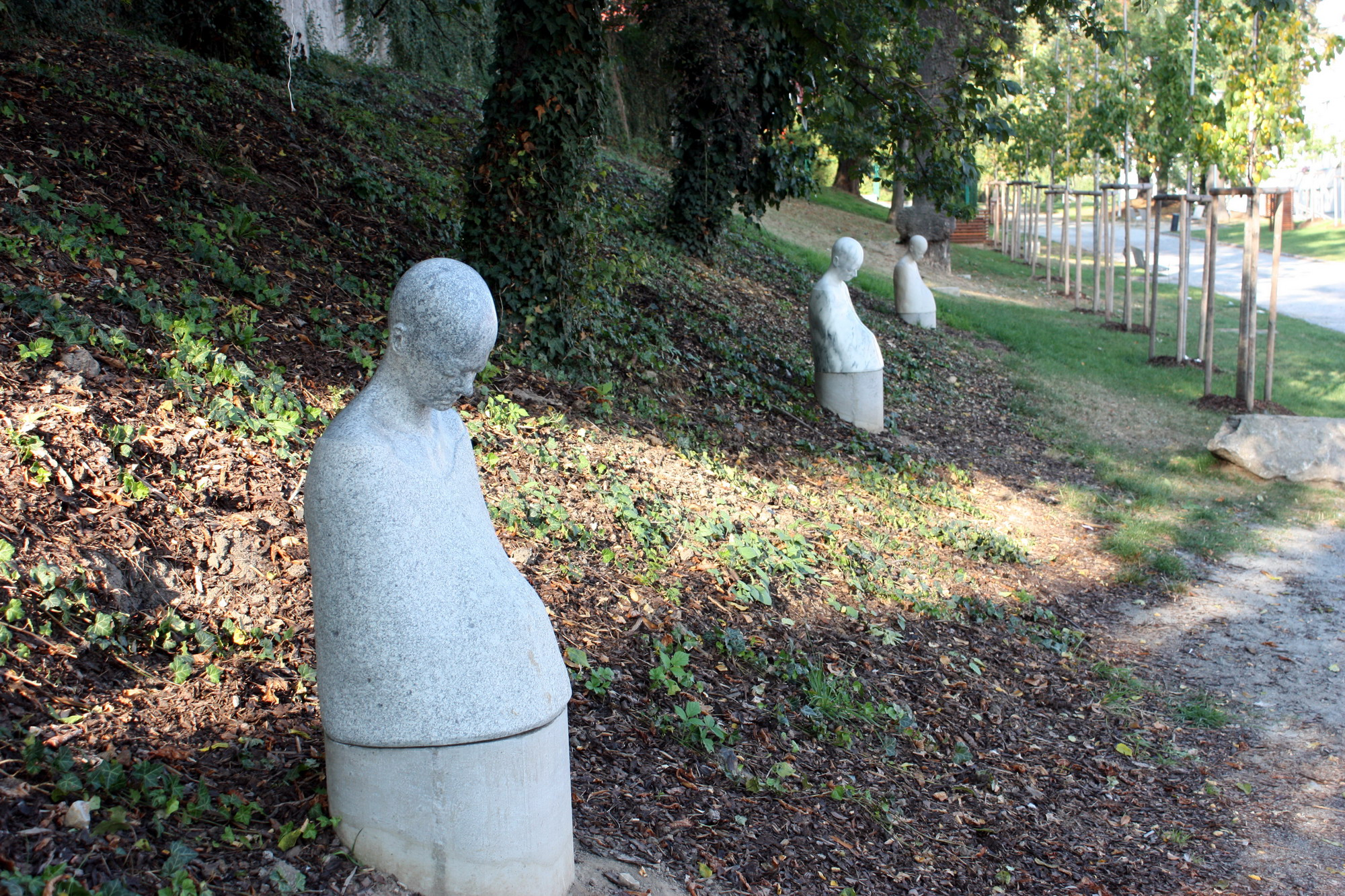
Madonino tajemství, Praha – Prosek
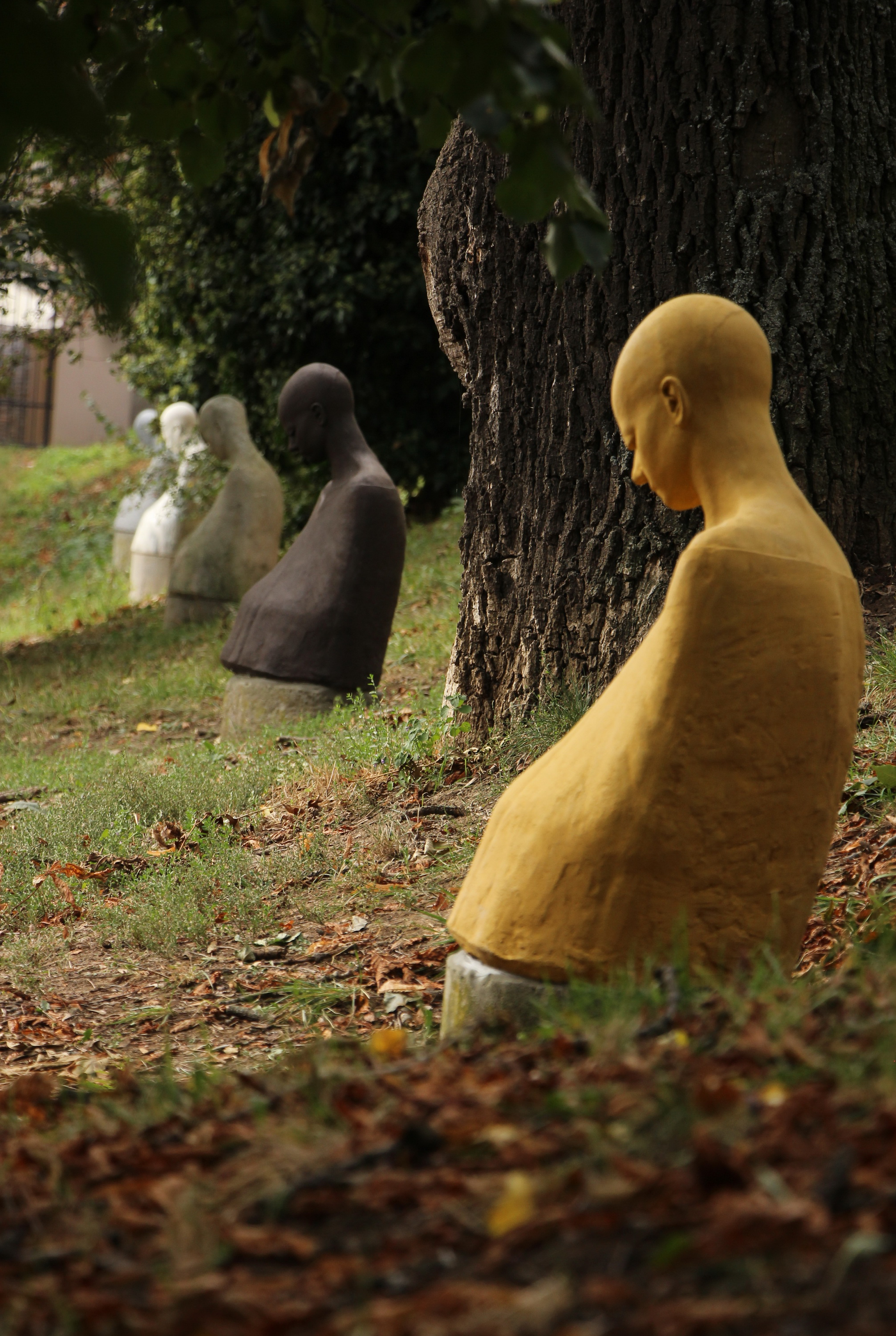
Madonino tajemství, Praha – Prosek
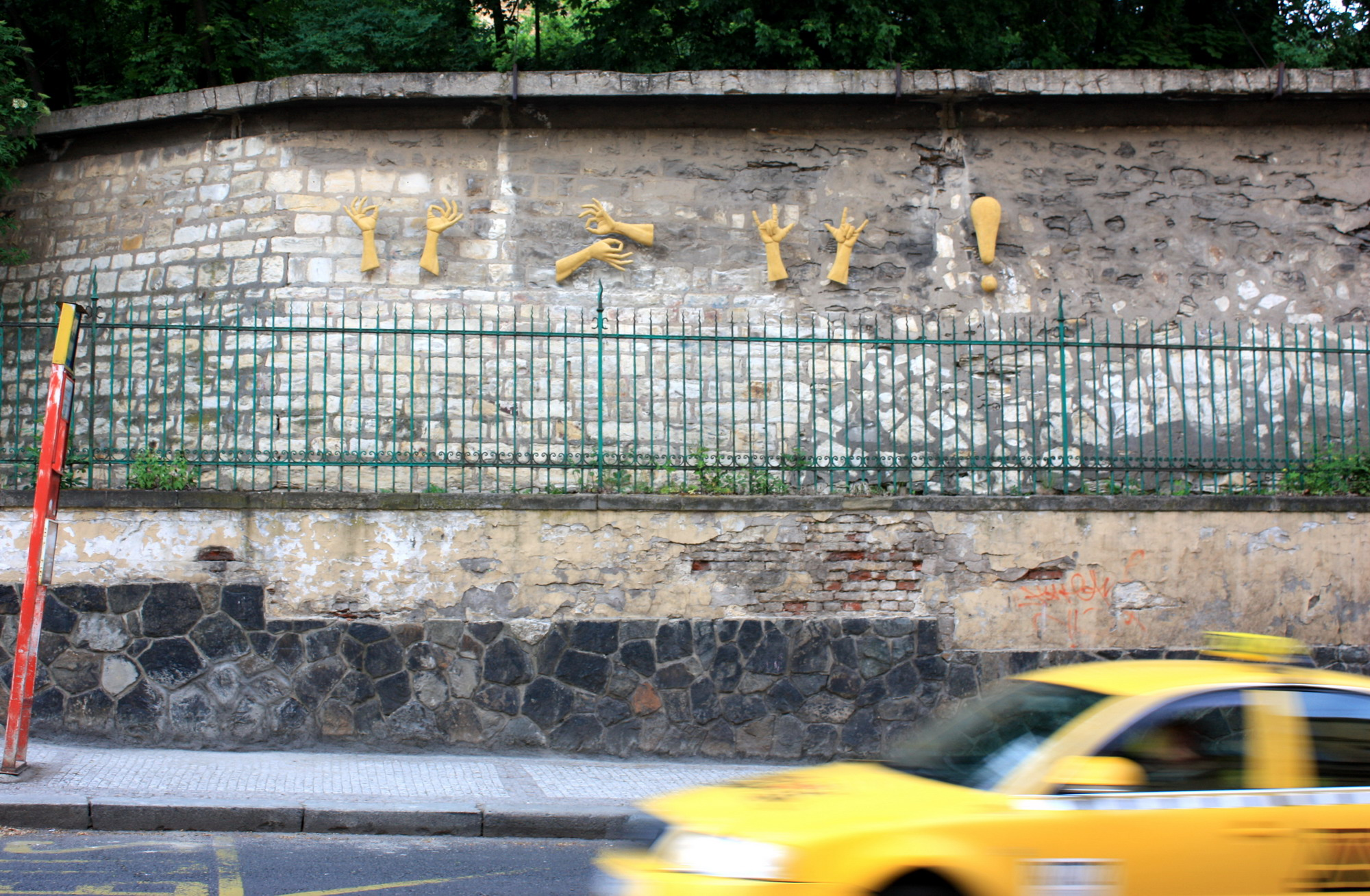
Reliéfní nápis v Holečkově ulici v Praze-Smíchově.
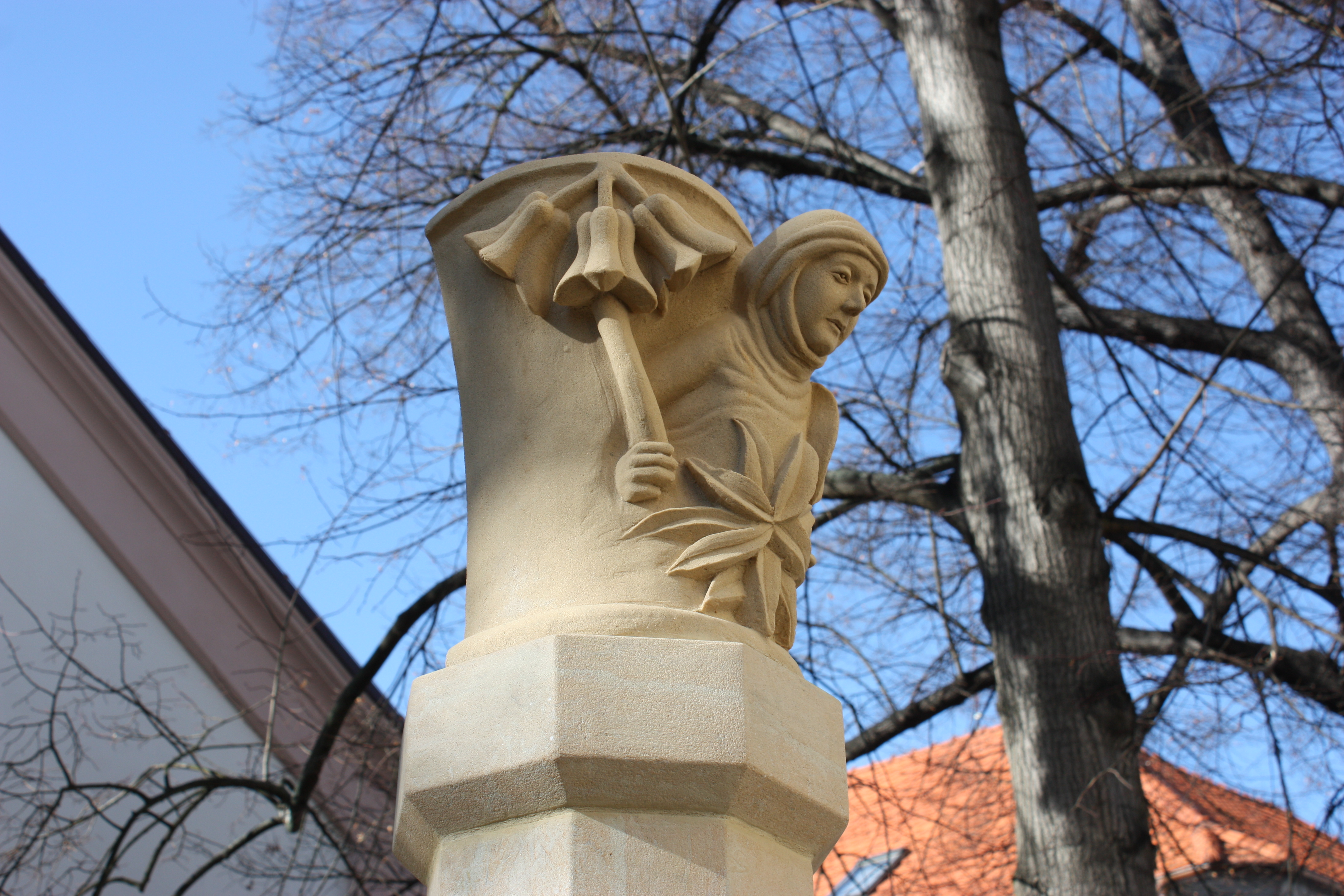
Pomník Anežky České v Poděbradech.
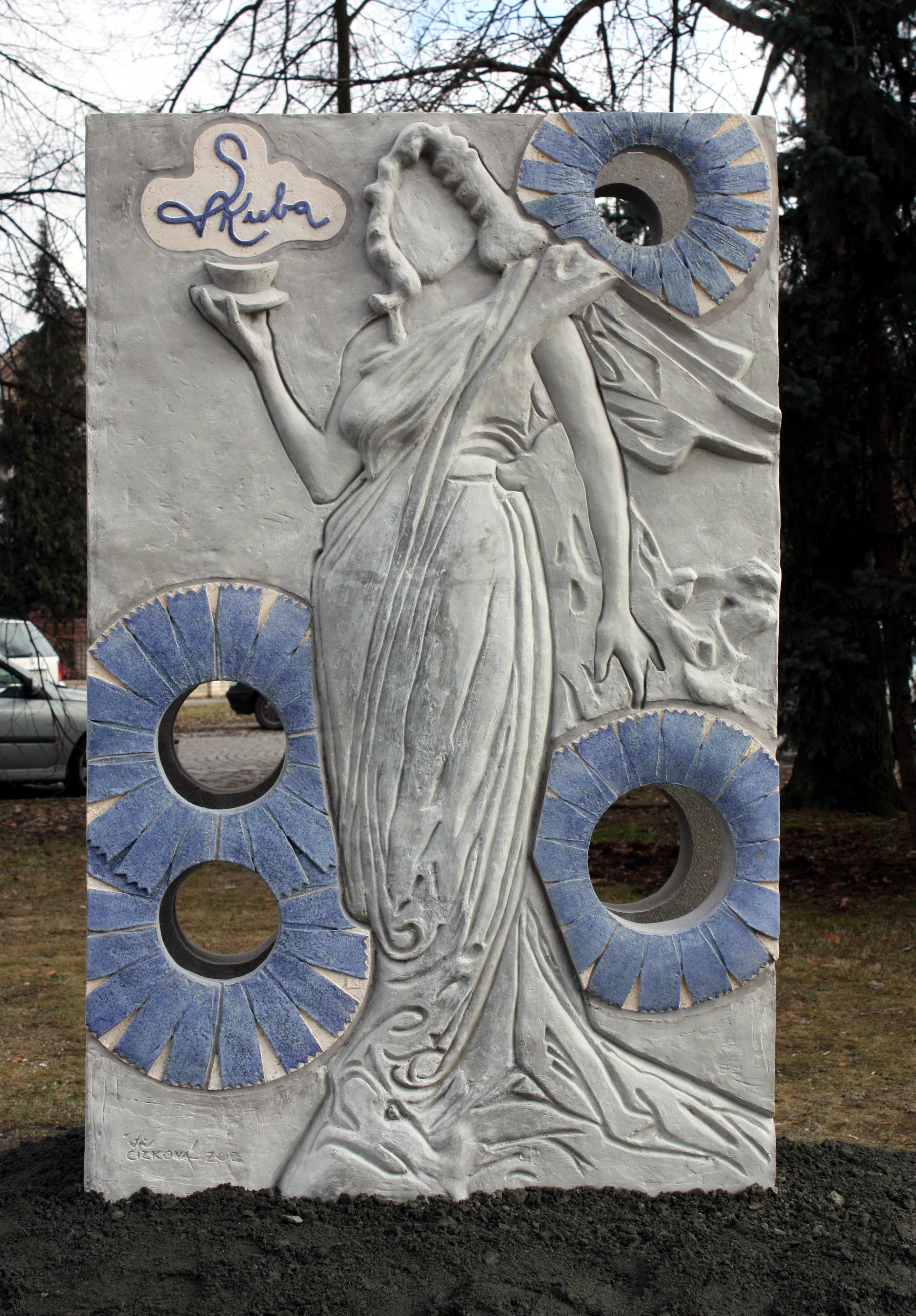
Reliéf na motiv grafiky Ludvíka Kuby v Poděbradech.

## Z výstav

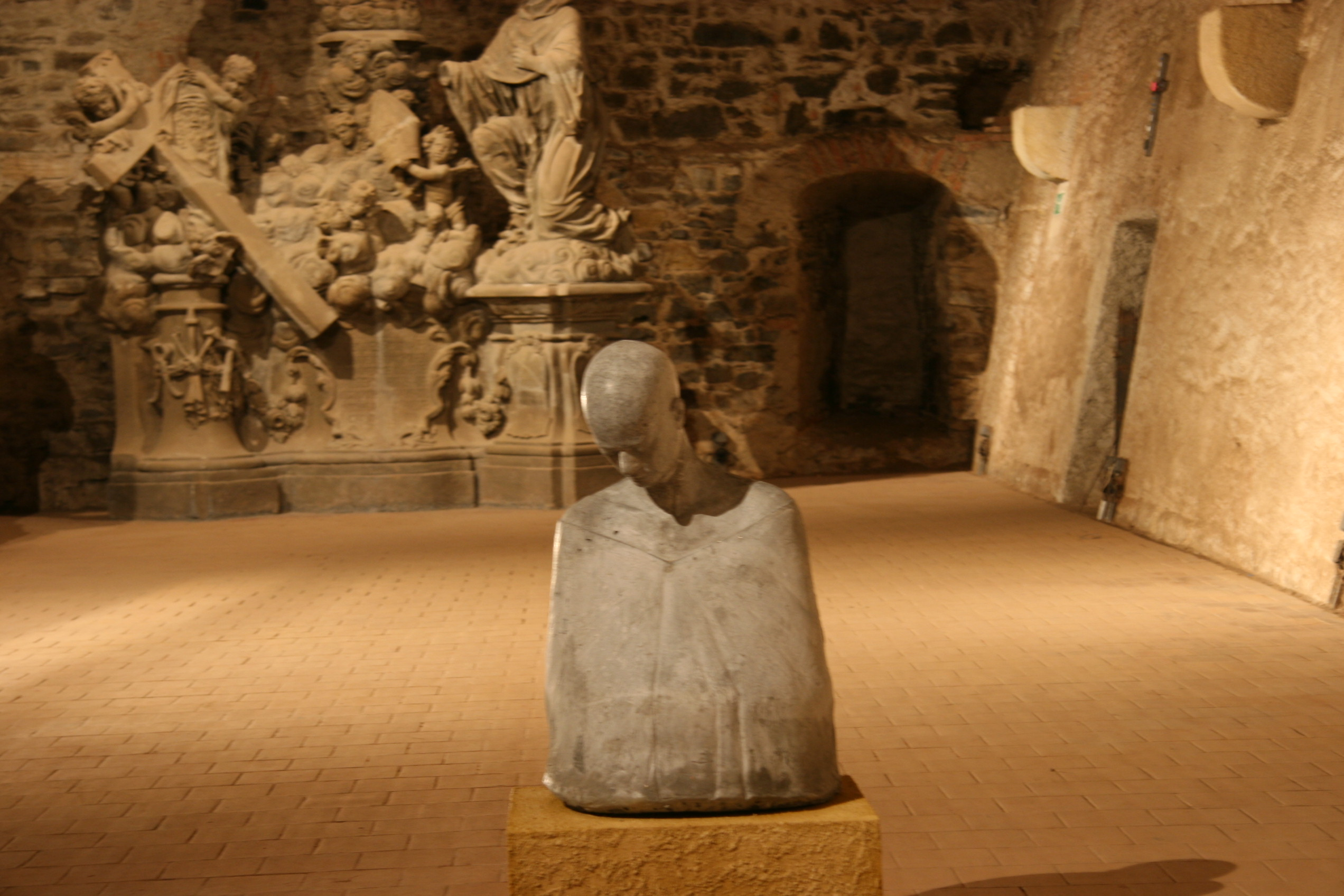
Mémoire du Futur – Paměť Budoucnosti, Vyšehrad – Gorlice, 2007
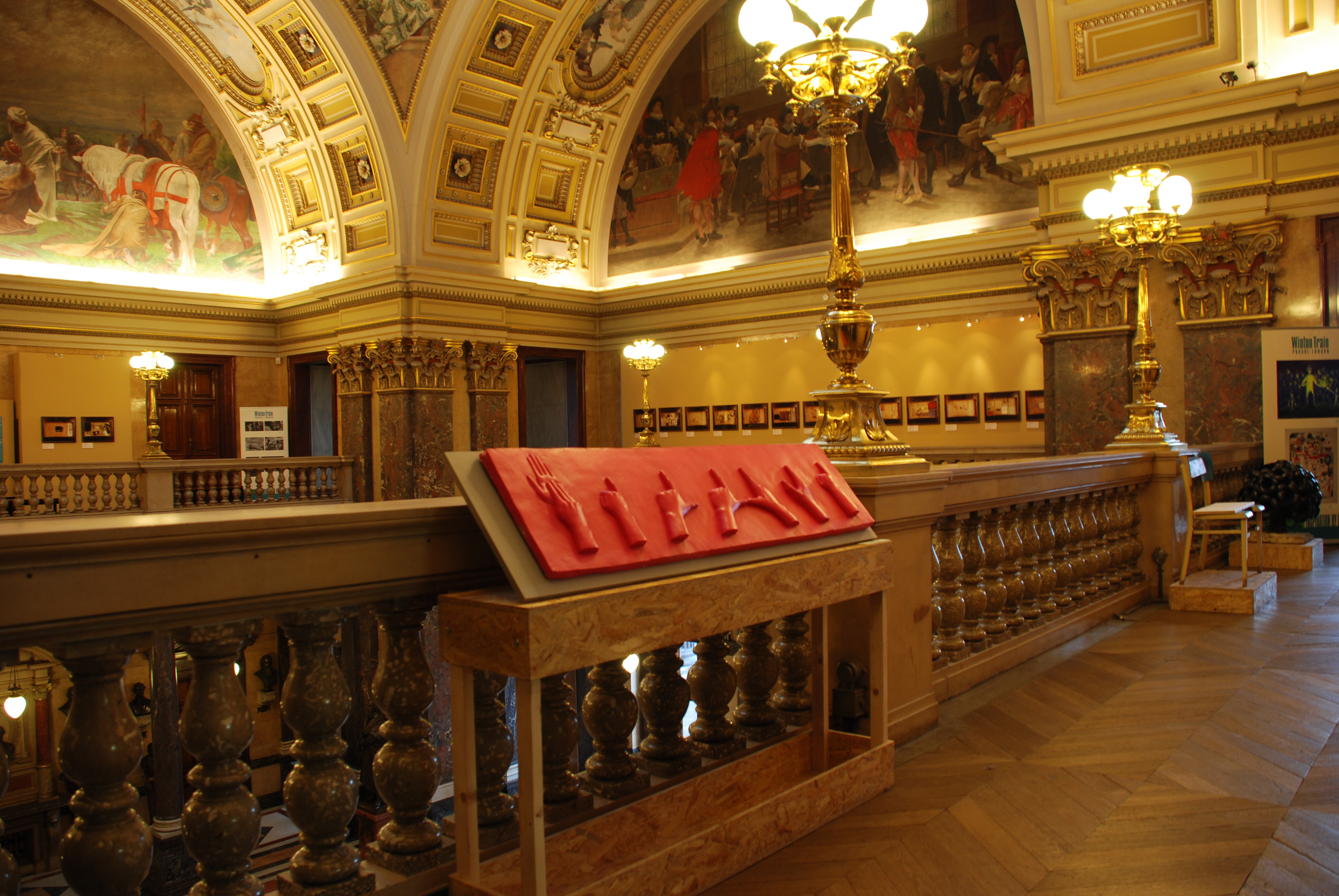
Reliéfní nápis "Miluji", vítězné dílo Winton train – Národní muzeum 2009
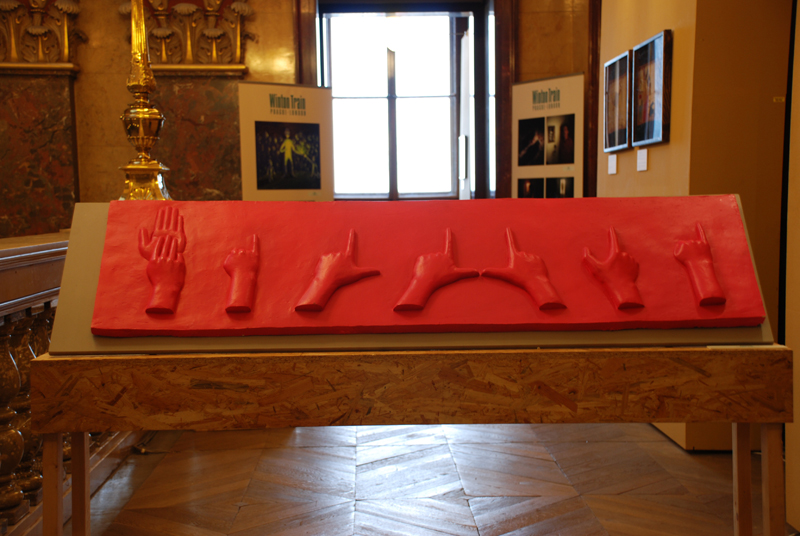
Reliéfní nápis "Miluji", vítězné dílo Winton train – Národní muzeum 2009
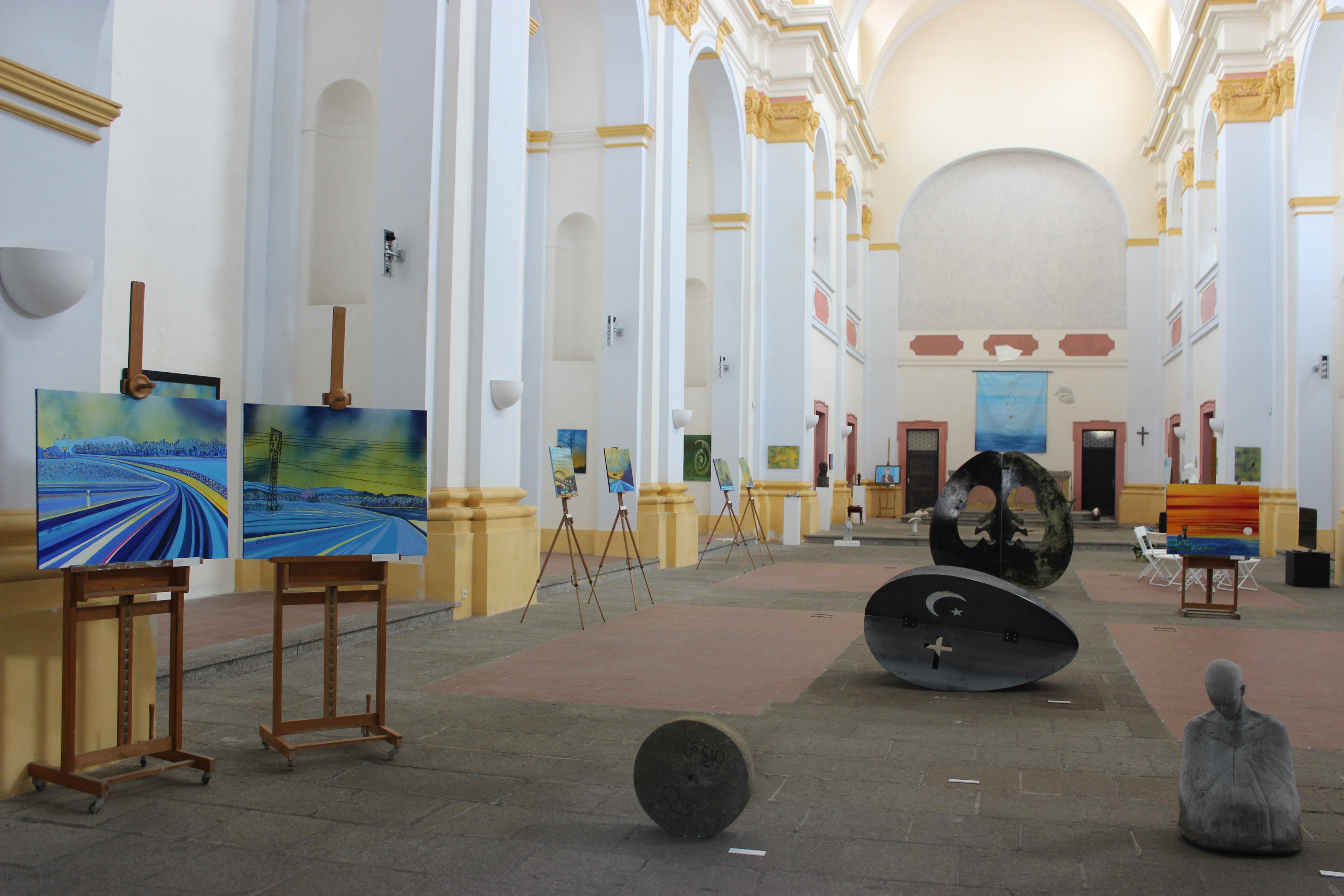
C'est moi - moje cesta, Samostatná výstava v Klatovech, Kostel sv. Vavřince
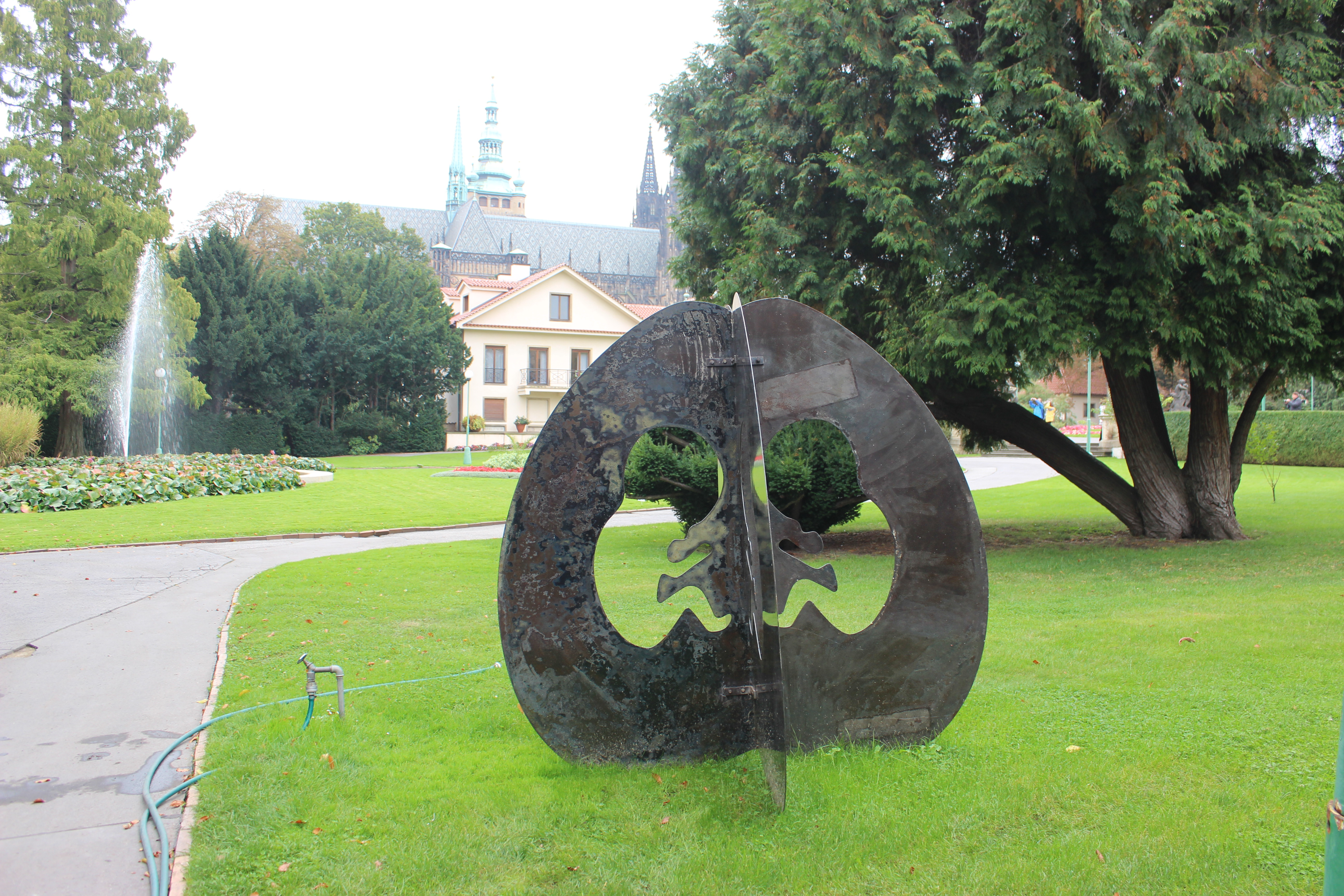
Jablko, Kolektivní výstava "Královské slavnosti", Empírový skleník v Královské zahradě, Pražský hrad, 2016
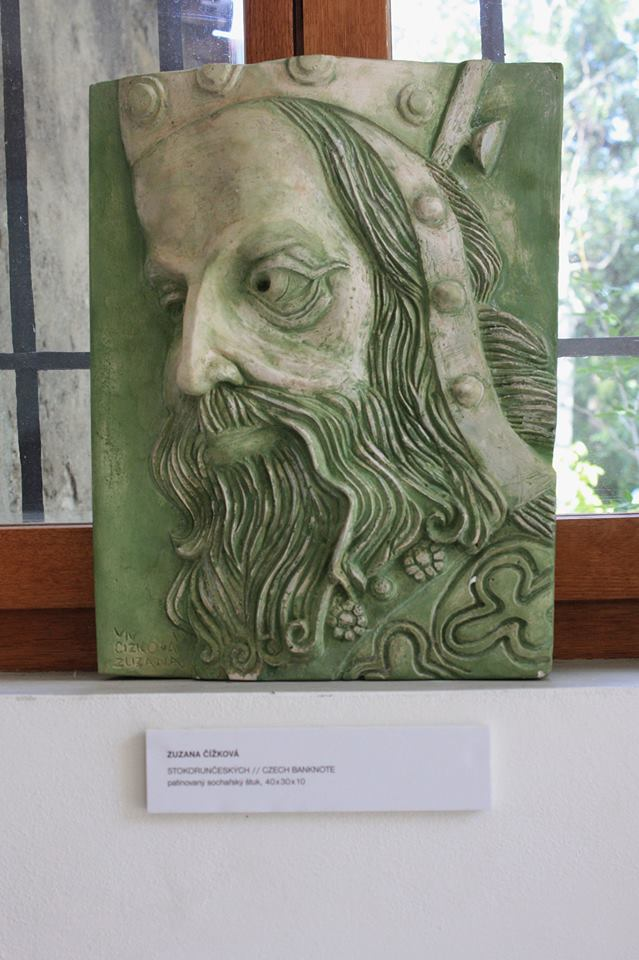
Reliéf Karel IV. – Sto korun českých, Kolektivní výstava "Královské slavnosti", Empírový skleník v Královské zahradě, Pražský hrad, 2016
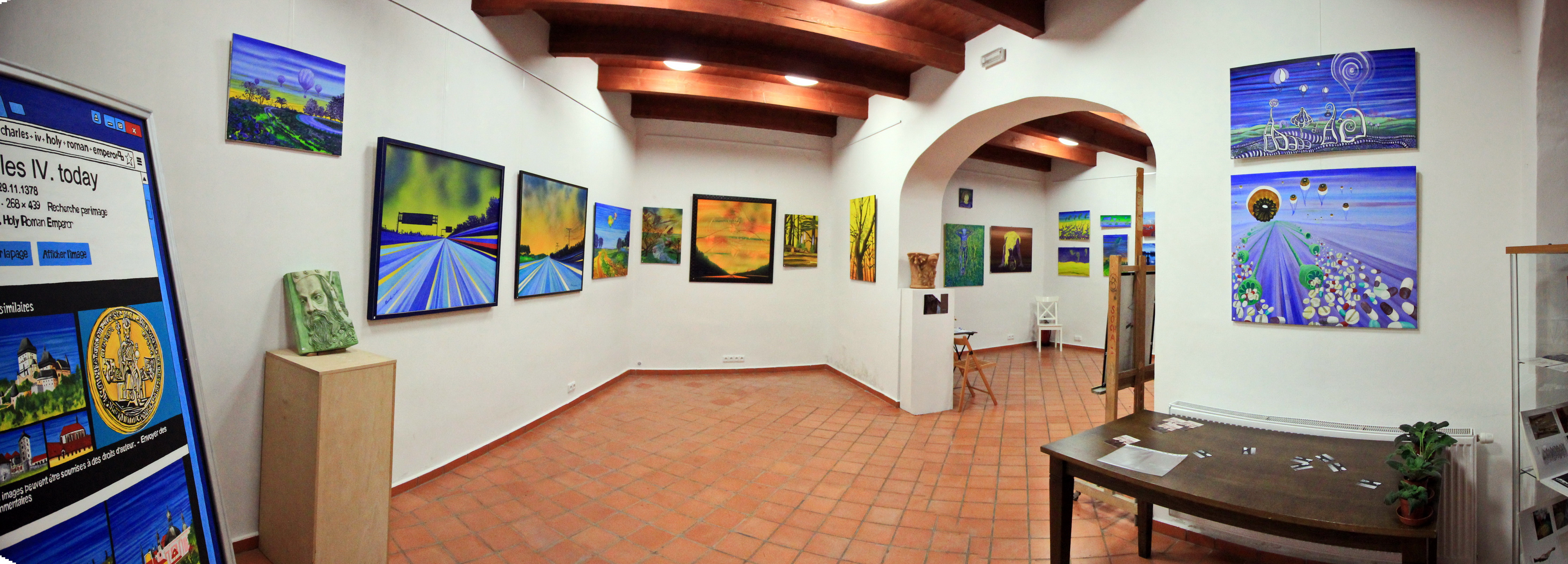
Cesta do Brandýsa, samostatná výstava v Galerii Kočár, Brandýs nad Labem
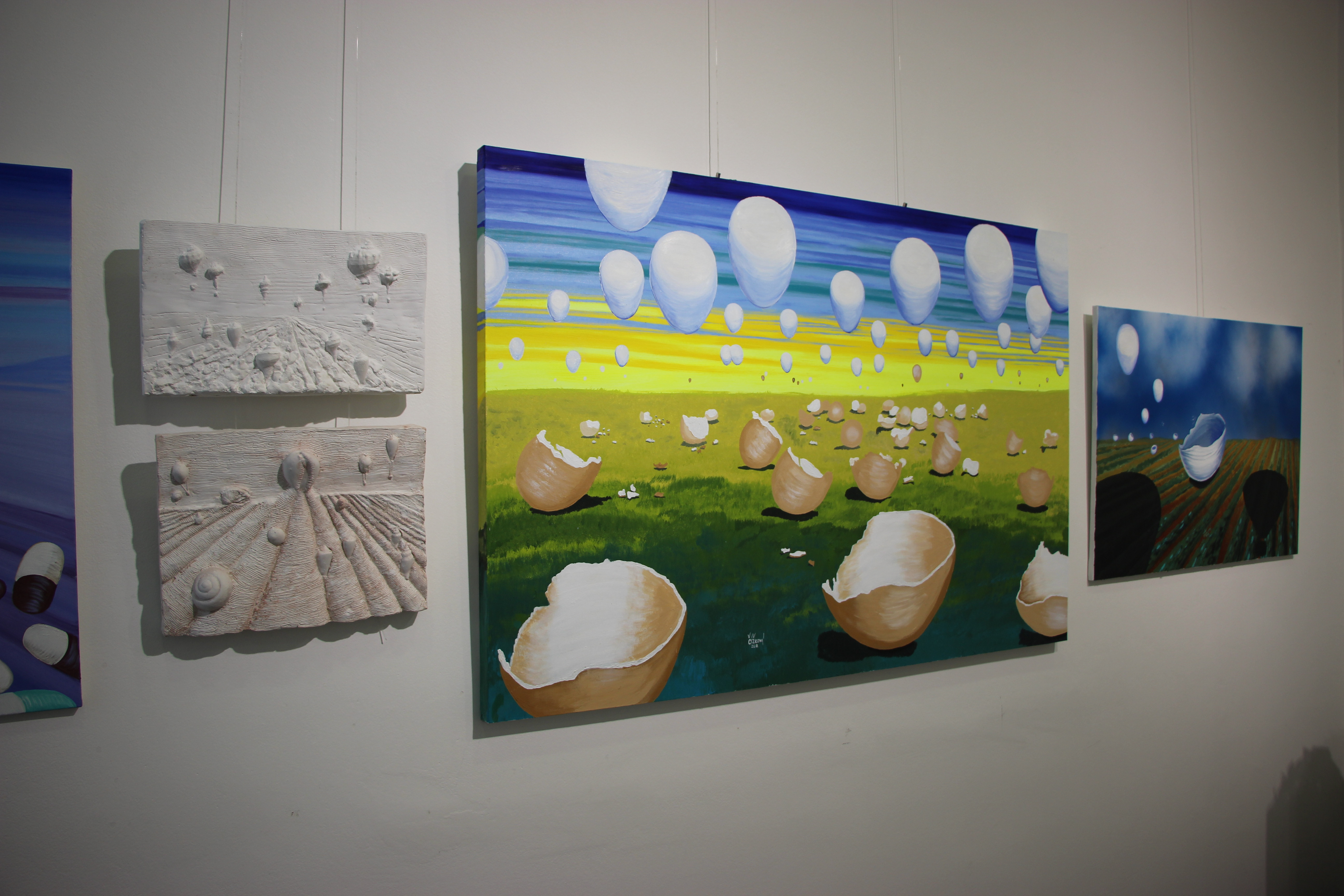
Samostatná výstava "Kousek cesty", Galerie 9, Praha 9, 2017
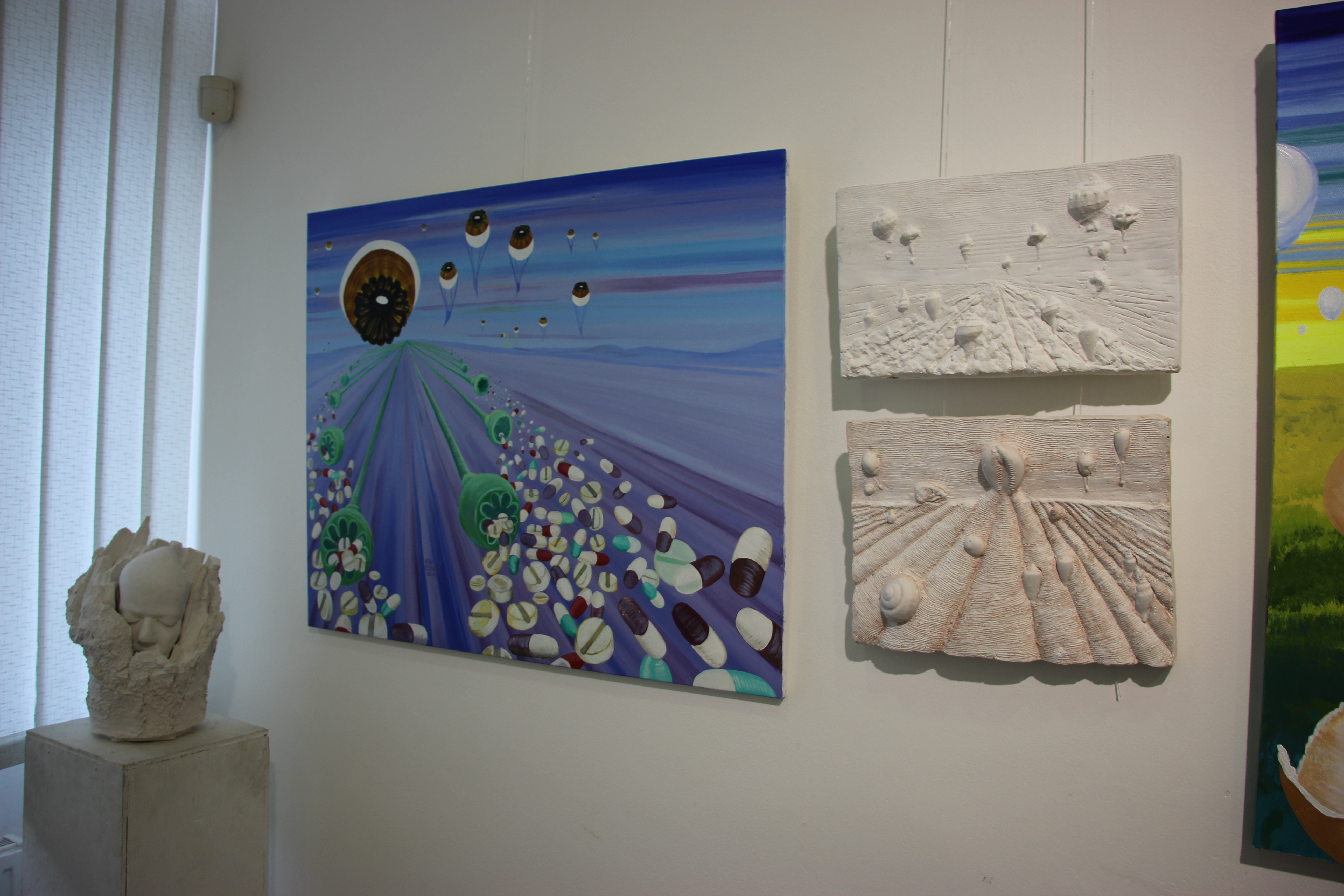
Samostatná výstava "Kousek cesty", Galerie 9, Praha 9, 2017
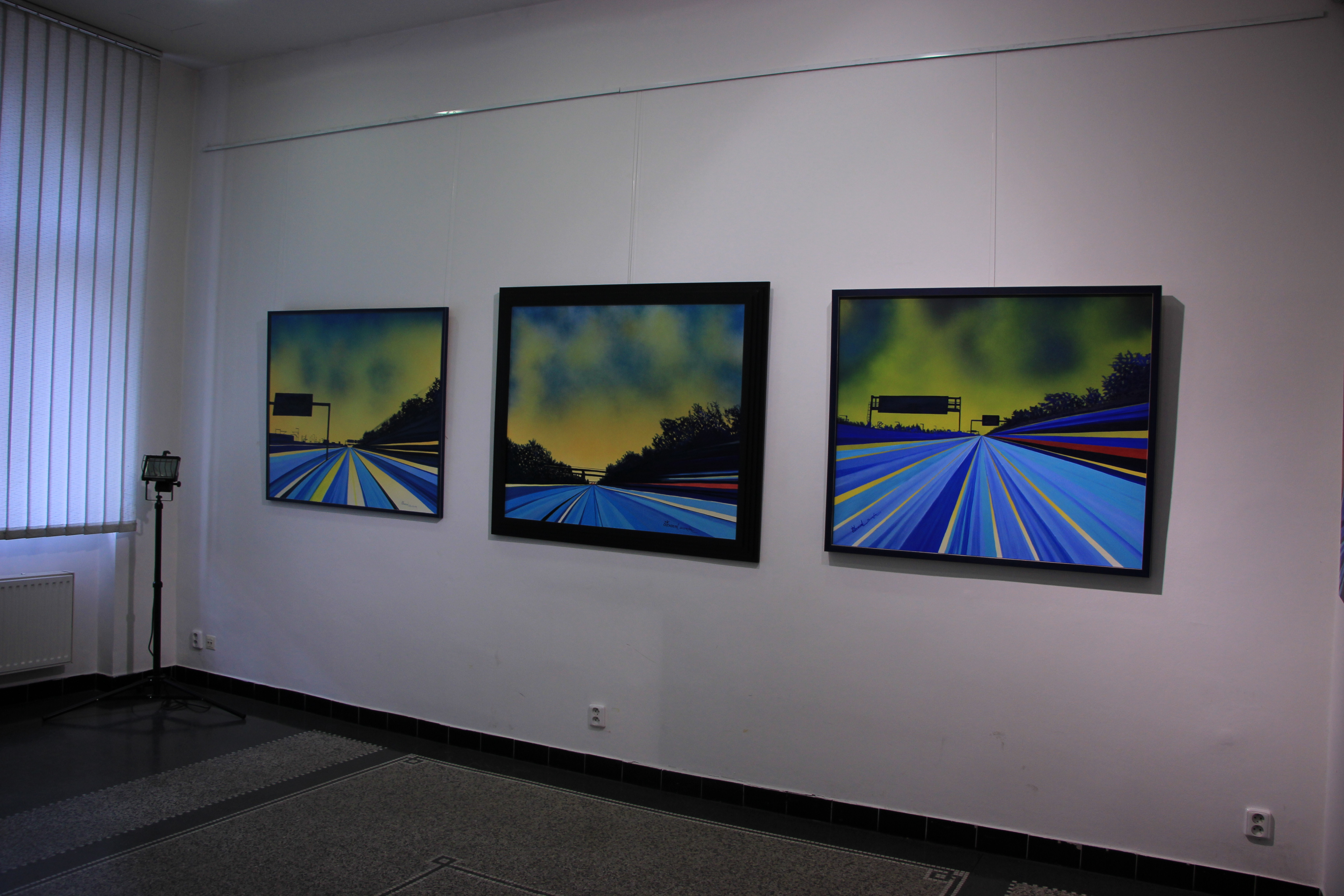
Samostatná výstava "Kousek cesty", Galerie 9, Praha 9, 2017
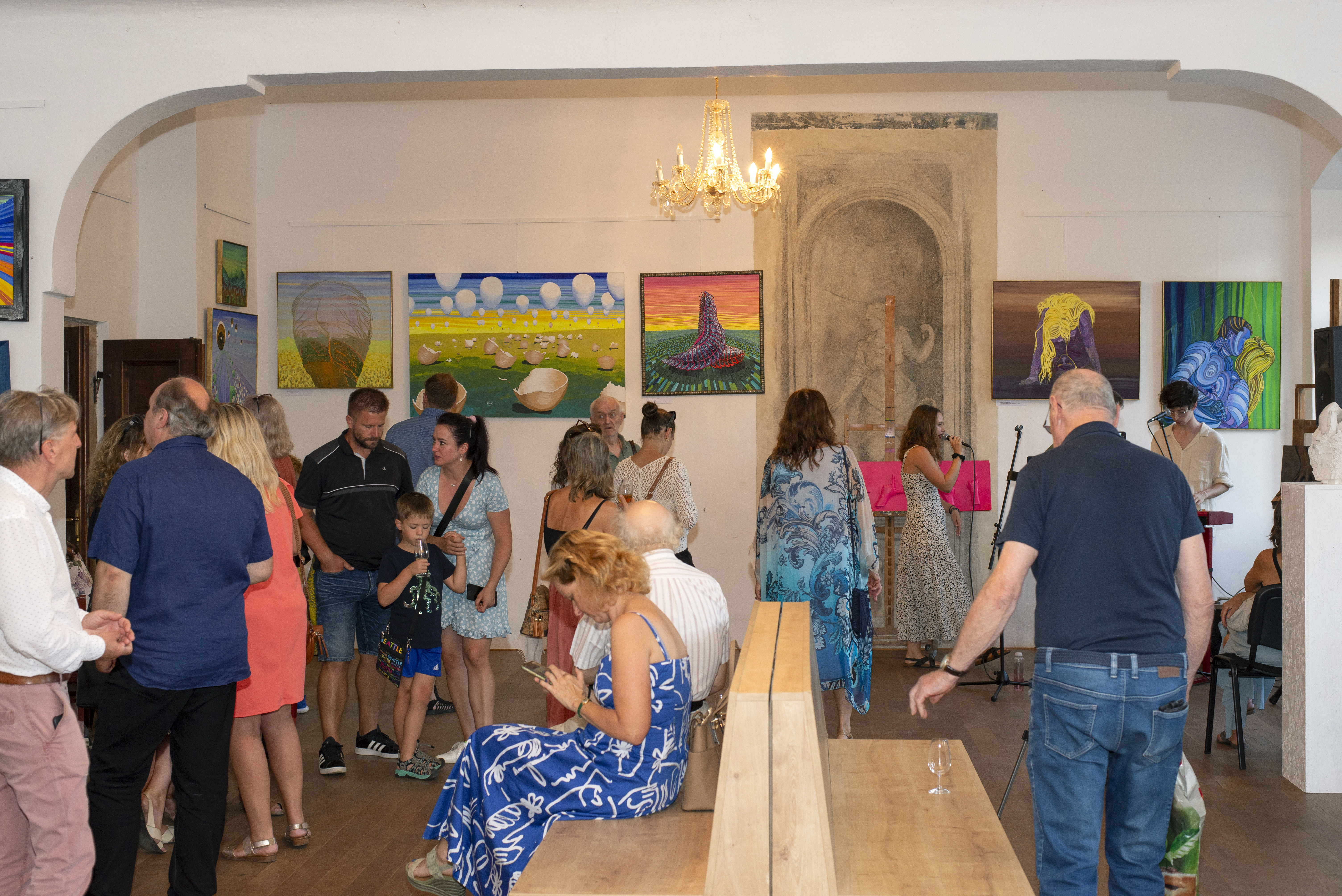
Samostatná výstava k 25 letům od první samostatné výstav - Zámek Dobřichovice

## Obrazy

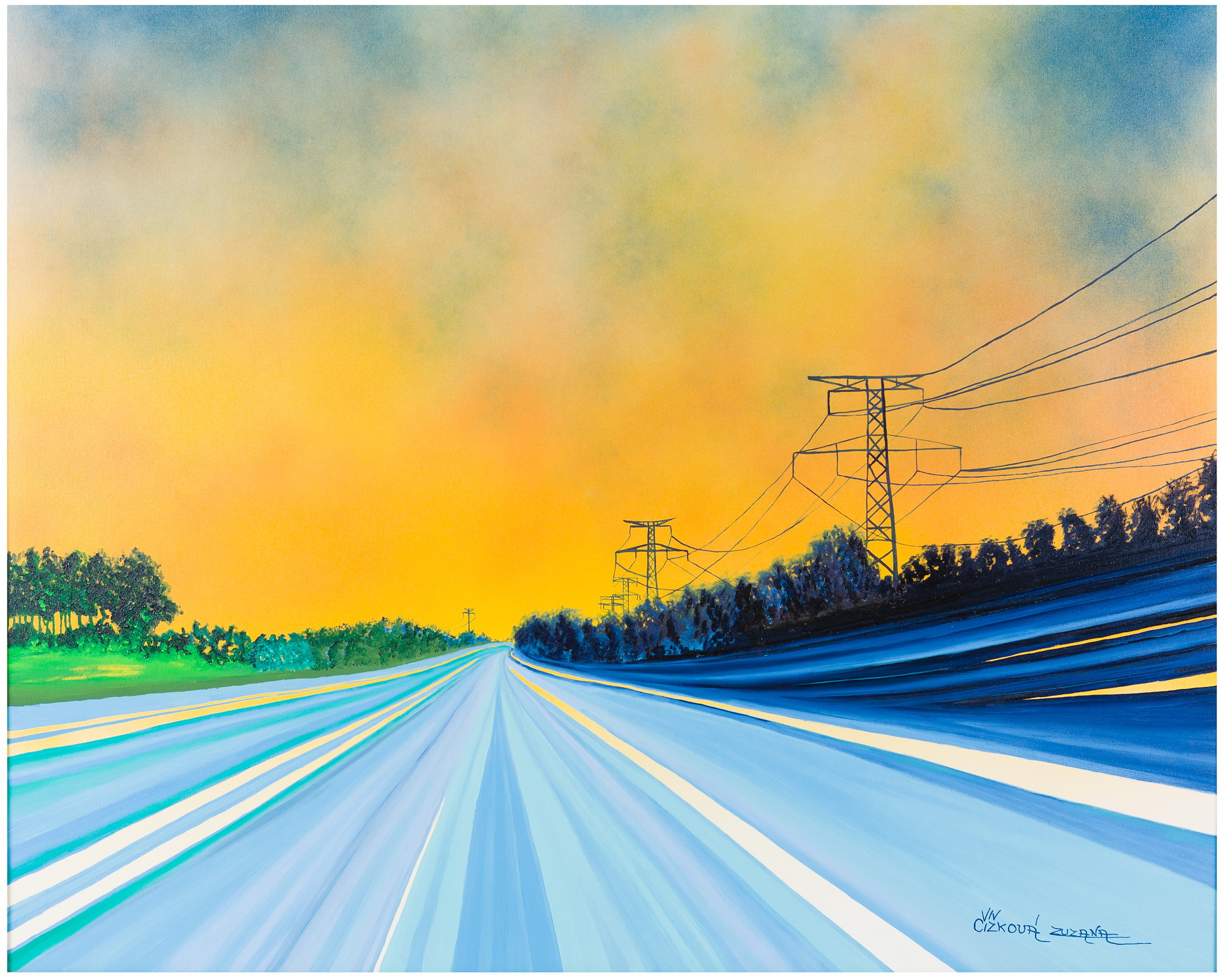
Cesta do Normandie – z cyklu obrazů Romantická krajina 21. století - malba olejovými barvami na plátně
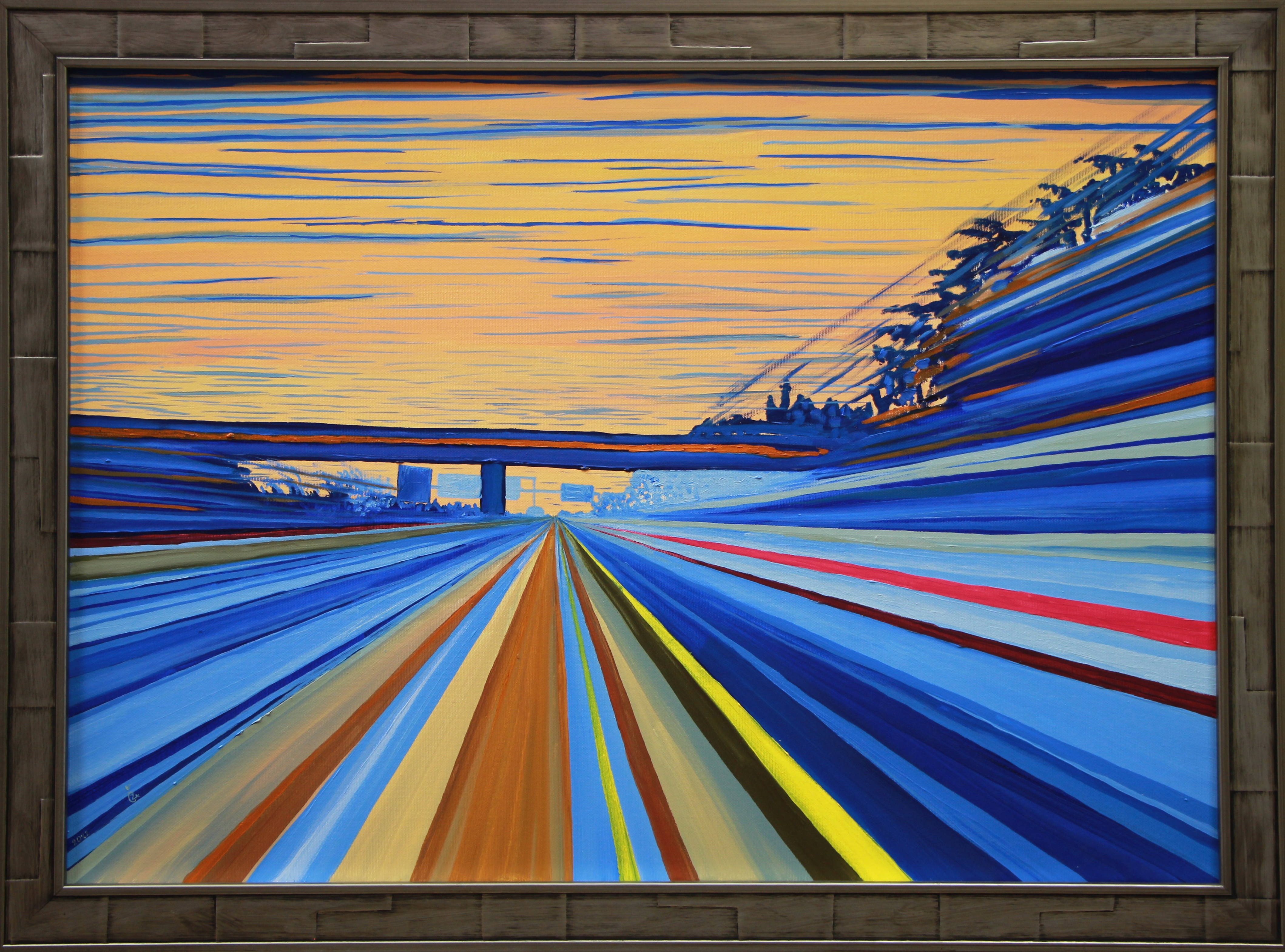
From Dusk Till Dawn -  z cyklu obrazů Romantická krajina 21. století - malba olejovými barvami na plátně
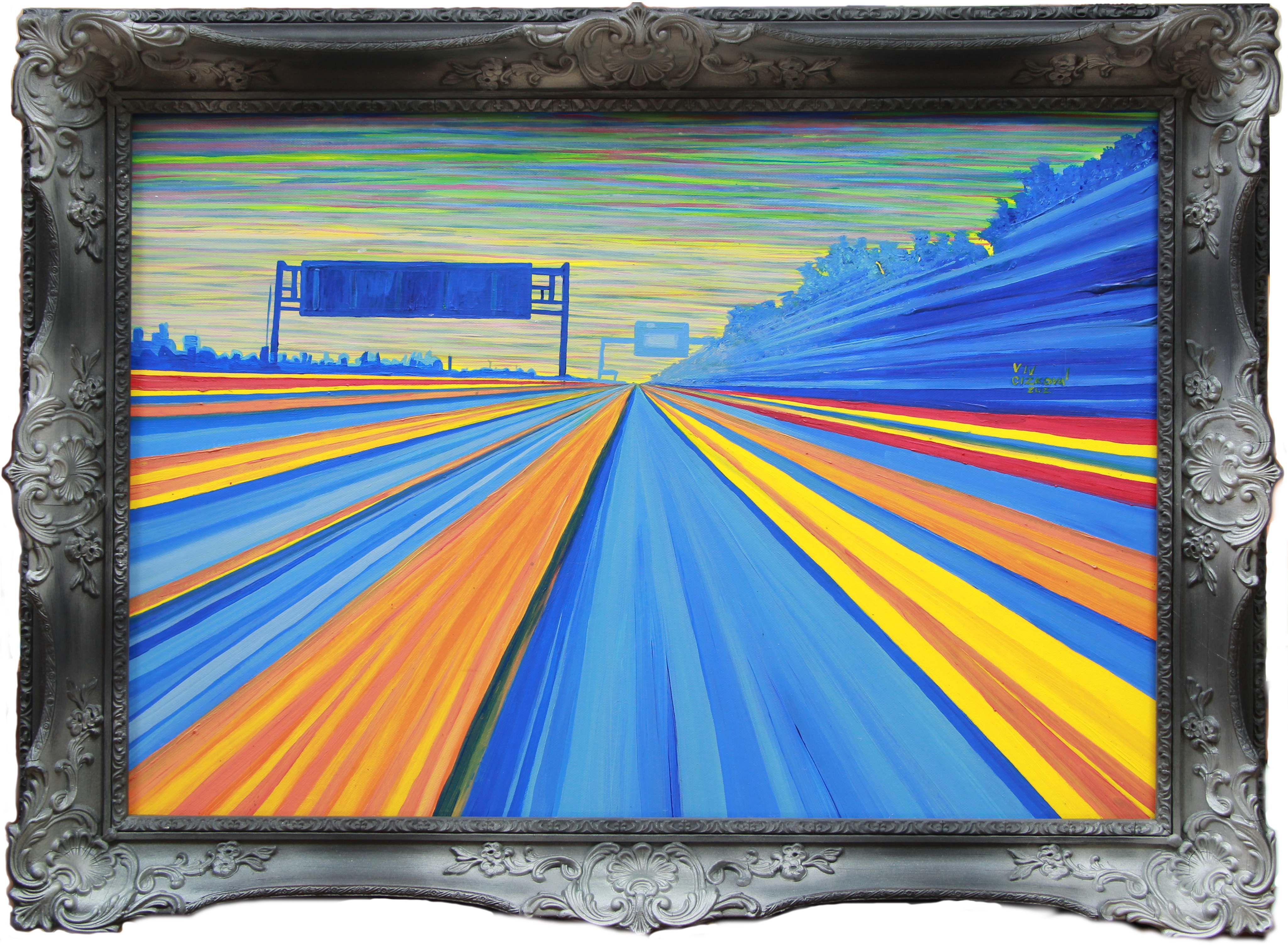
King Of The World - z cyklu obrazů Romantická krajina 21. století - malba olejovými barvami na plátně
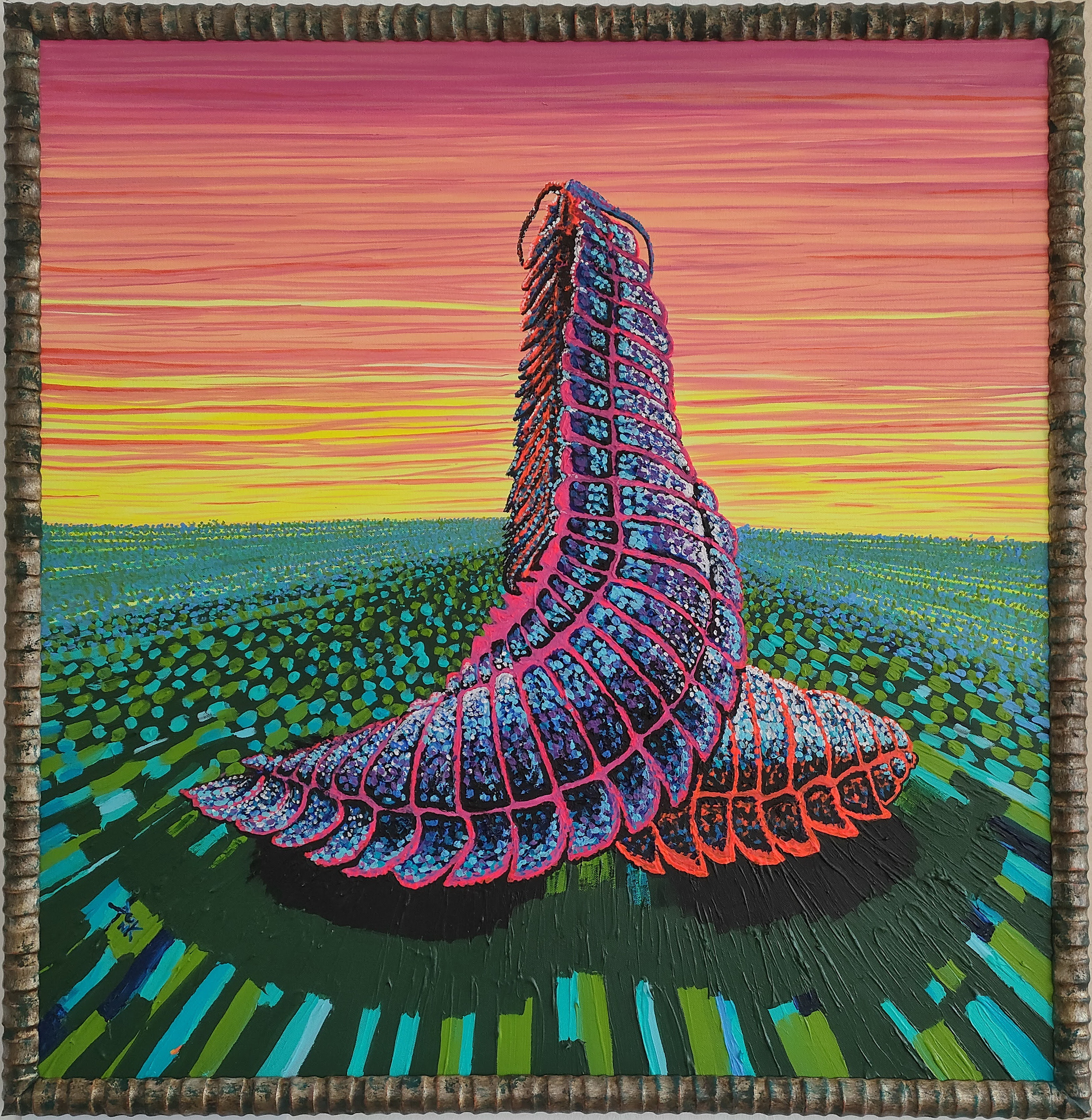
Kde je strom -  z cyklu obrazů Horizont událostí - malba olejovými barvami na plátně
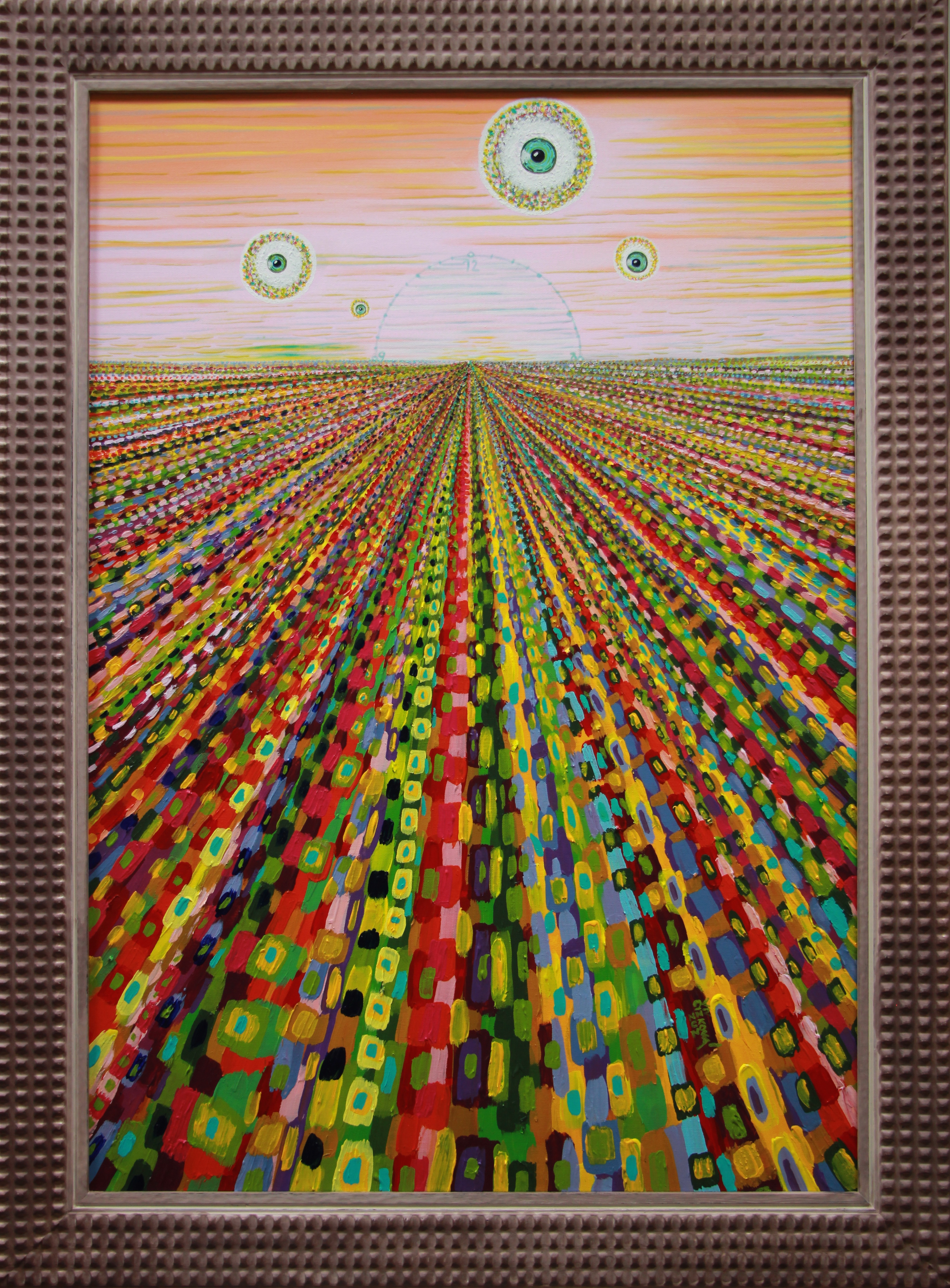
Horizont událostí - z cyklu obrazů Horizont událostí - malba olejovými barvami na plátně
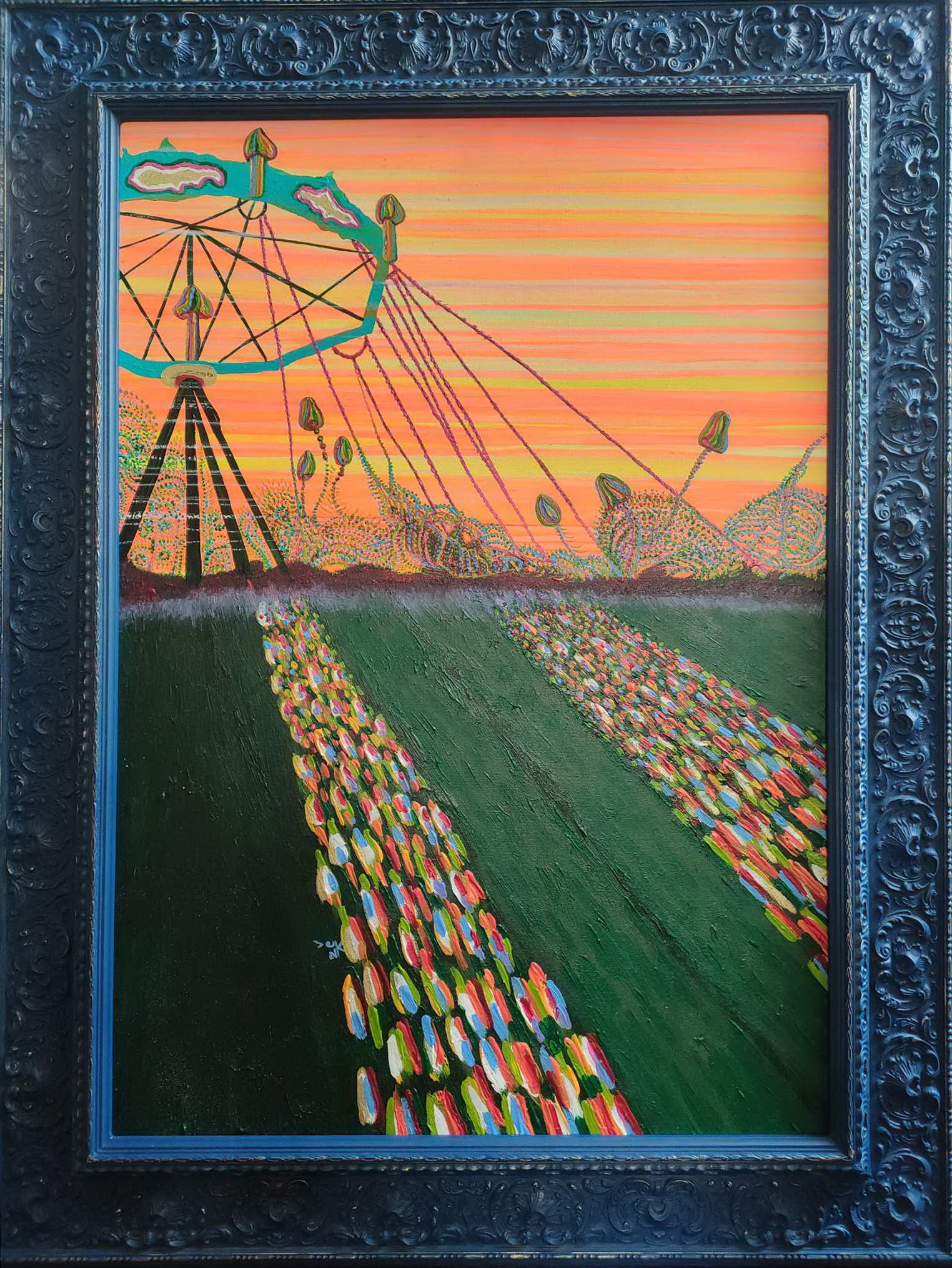
Když čas letí -  z cyklu obrazů Horizont událostí - malba olejovými barvami na plátně
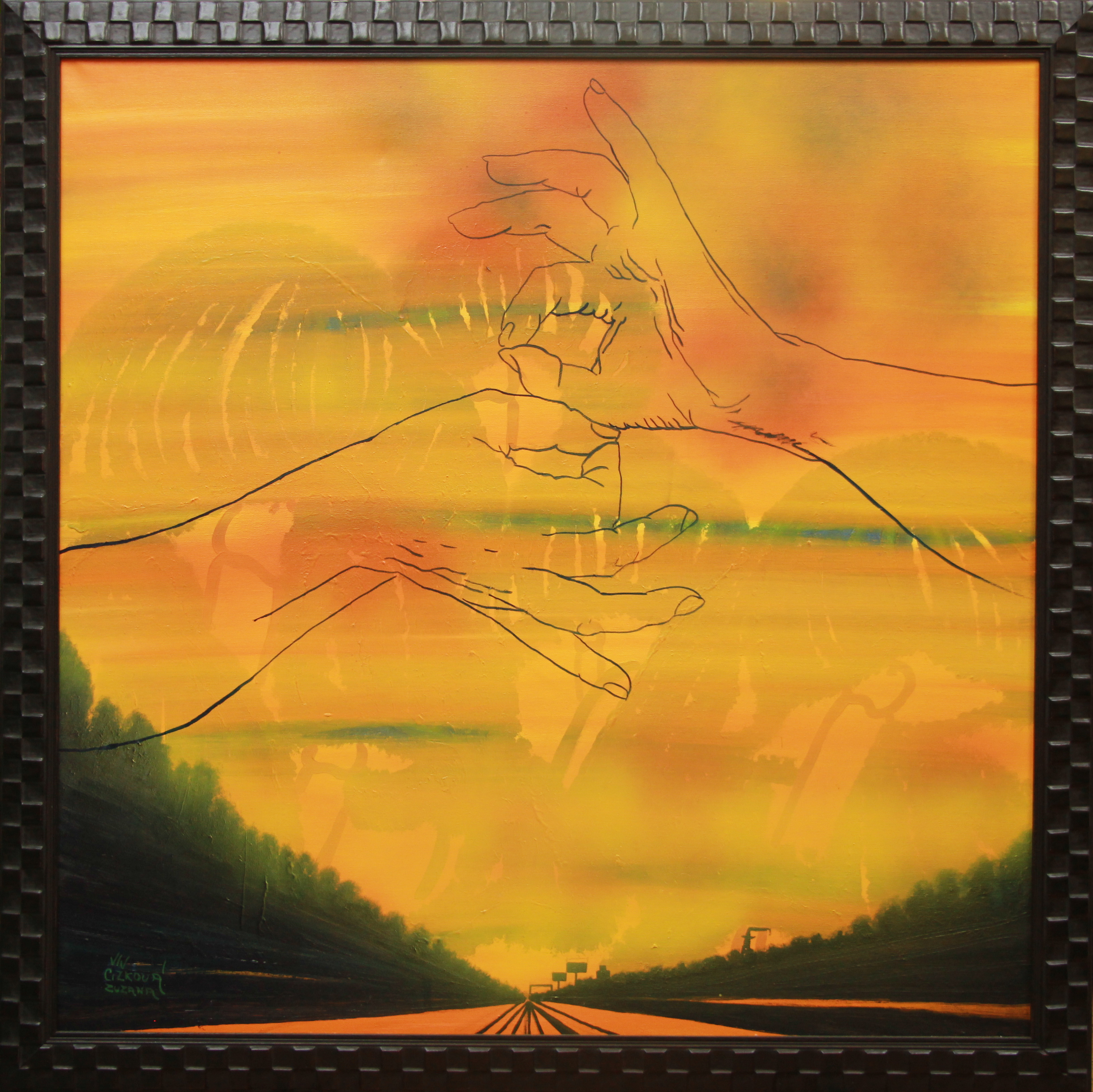
Paths Of Happiness -  z cyklu obrazů Romantická krajina 21. století - malba olejovými barvami na plátně

## Sochy

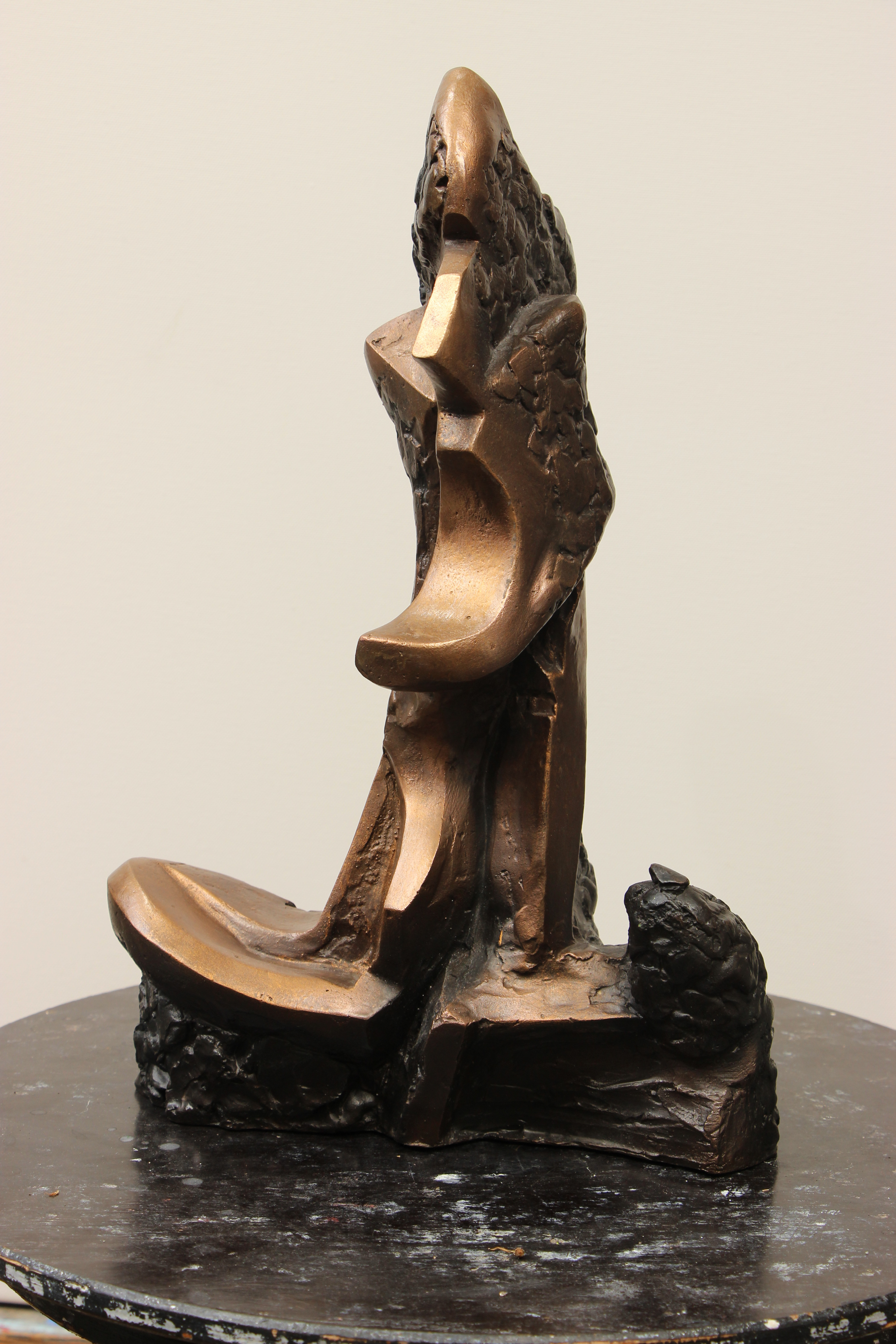
Kubistický zpěv - bronz
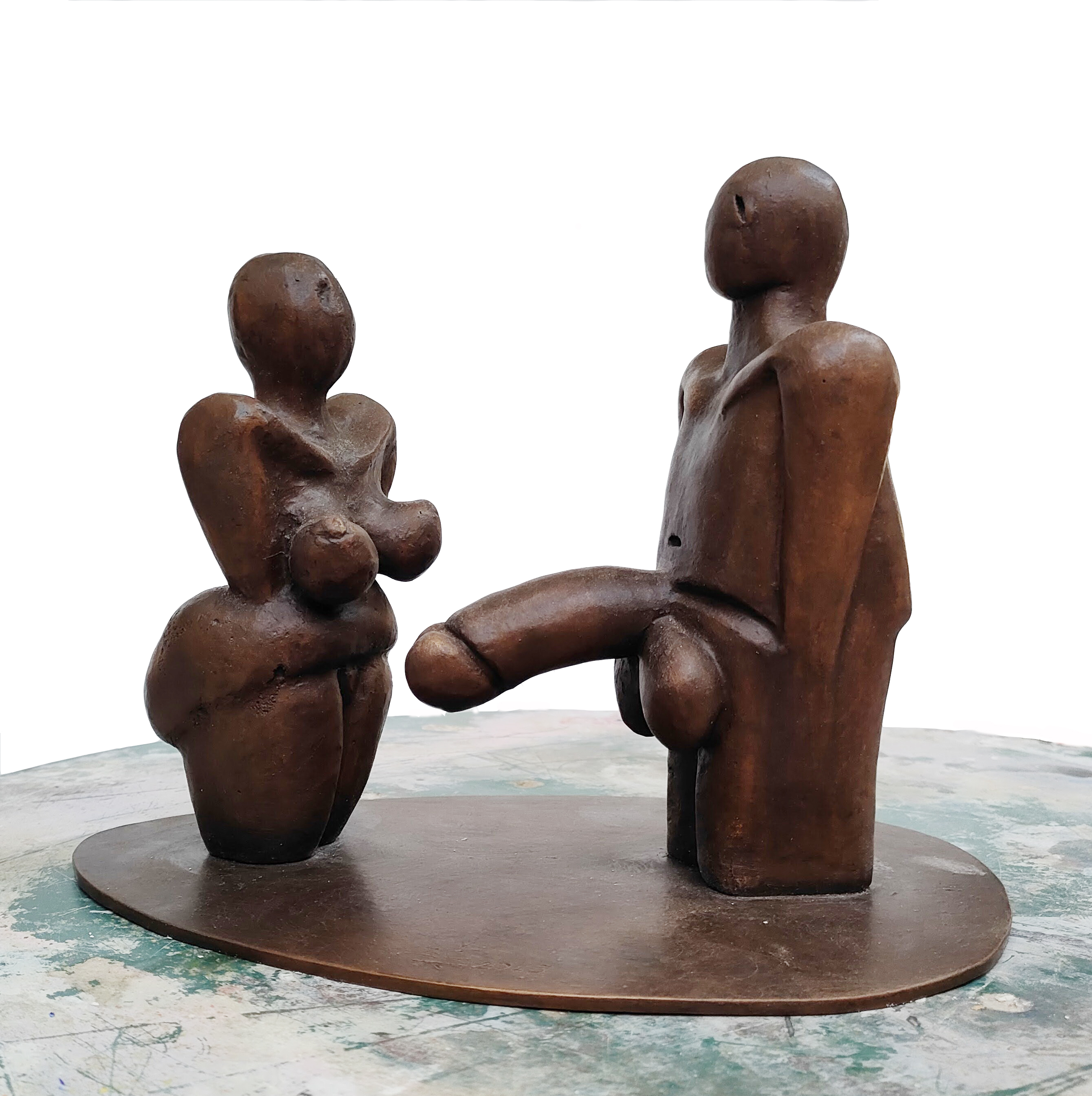
Neverbální komunikace - bronz
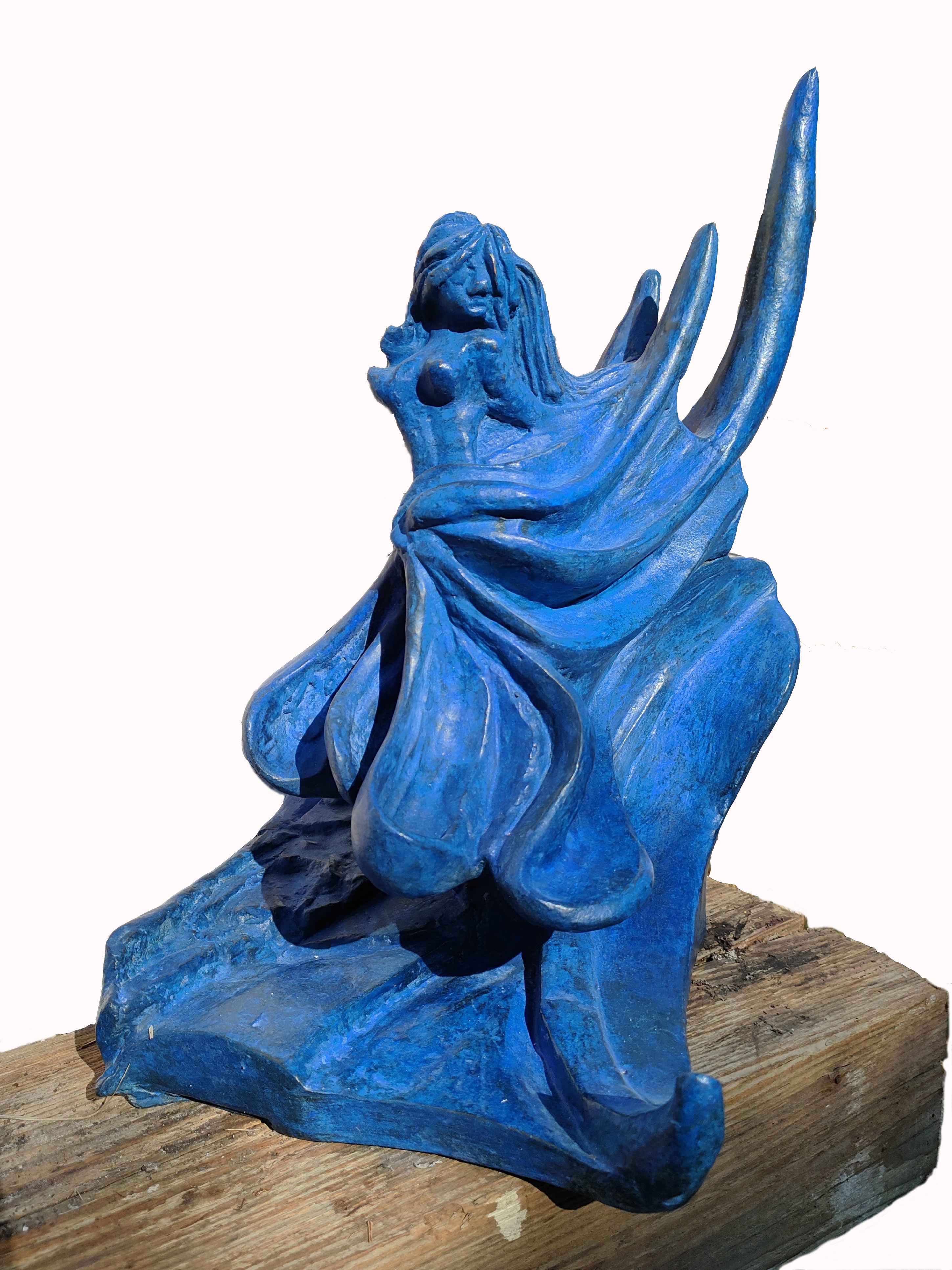
Na vlně touhy - patinovaný bronz
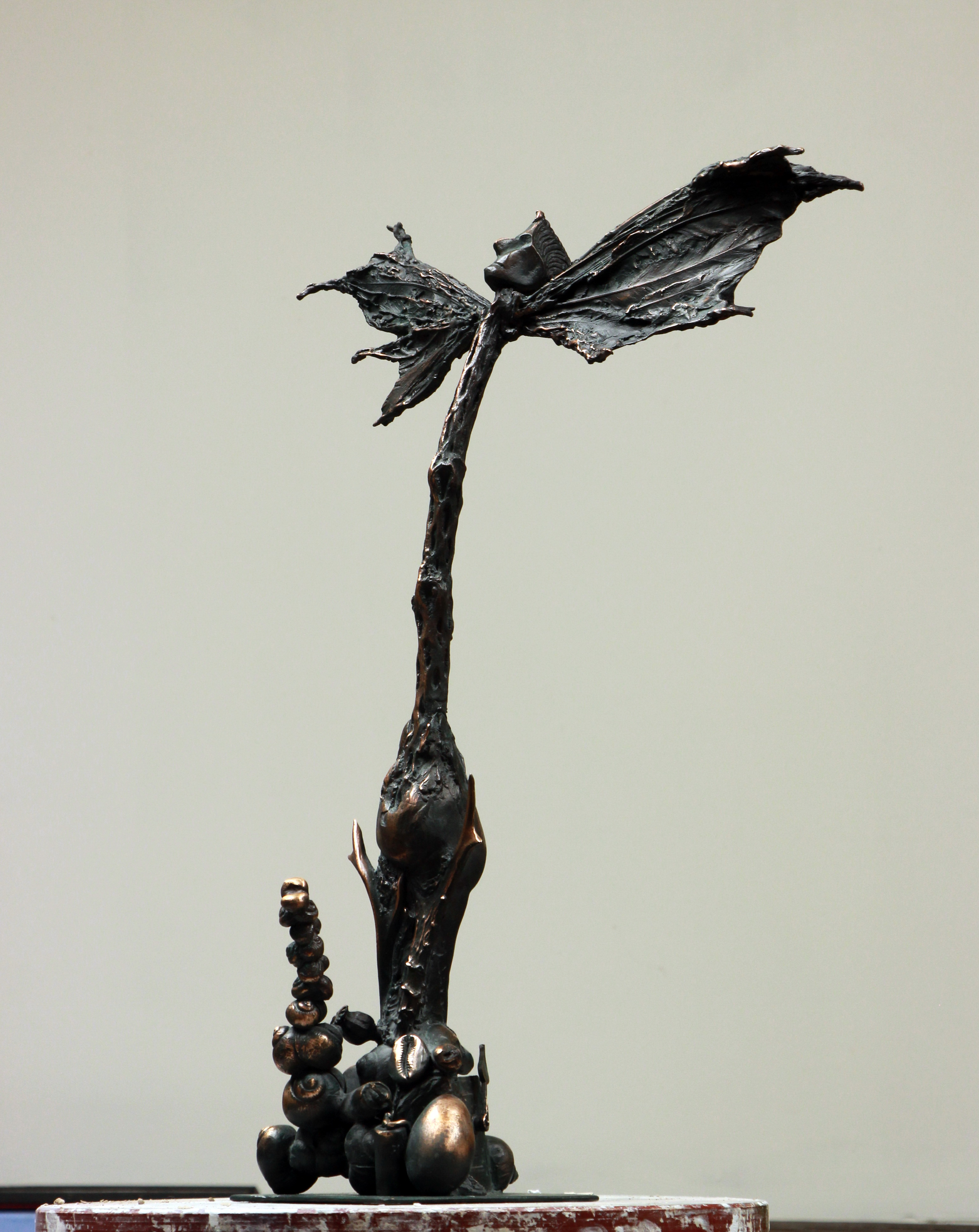
Radovánky s Dalím -  bronz
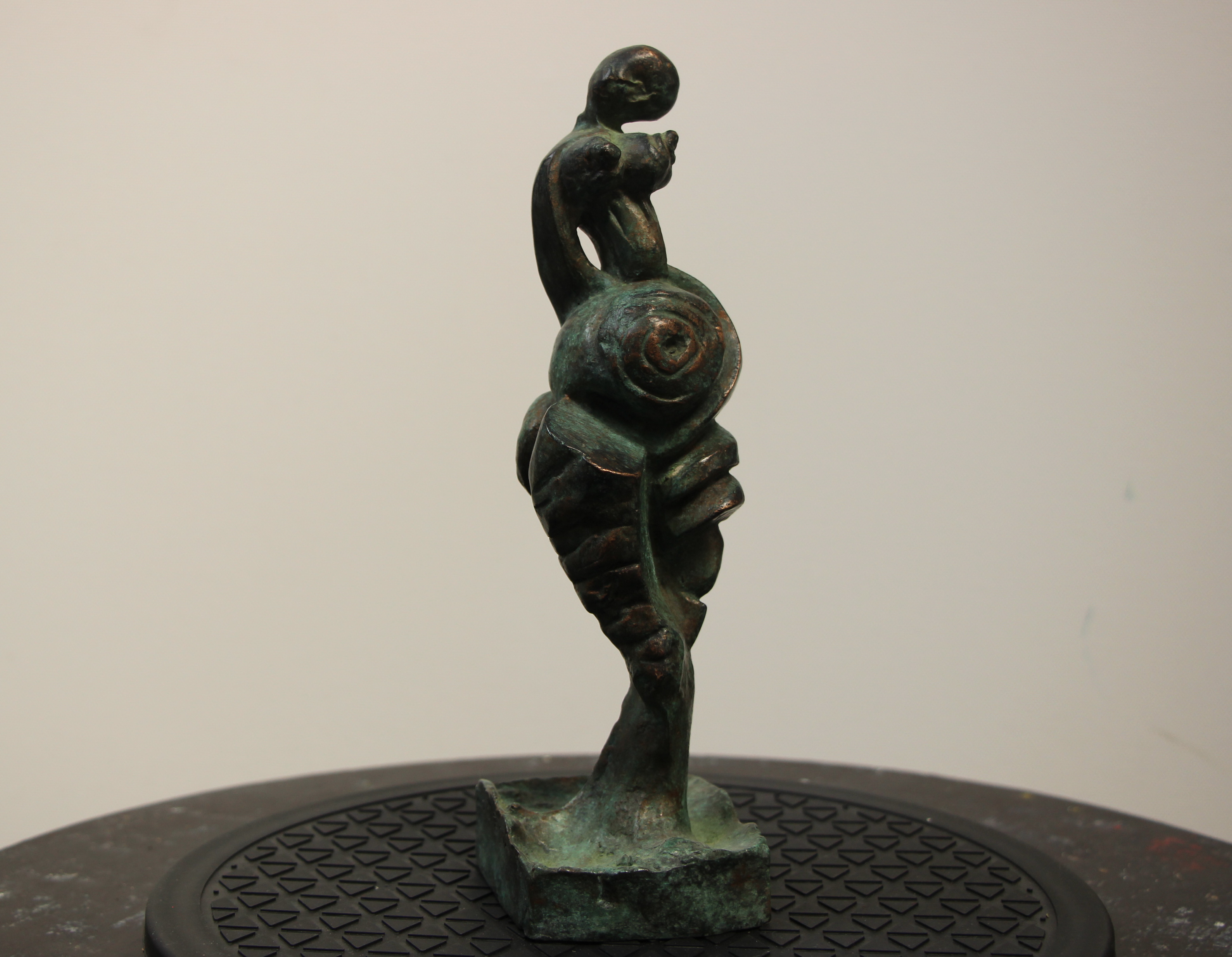

## Reliéfy

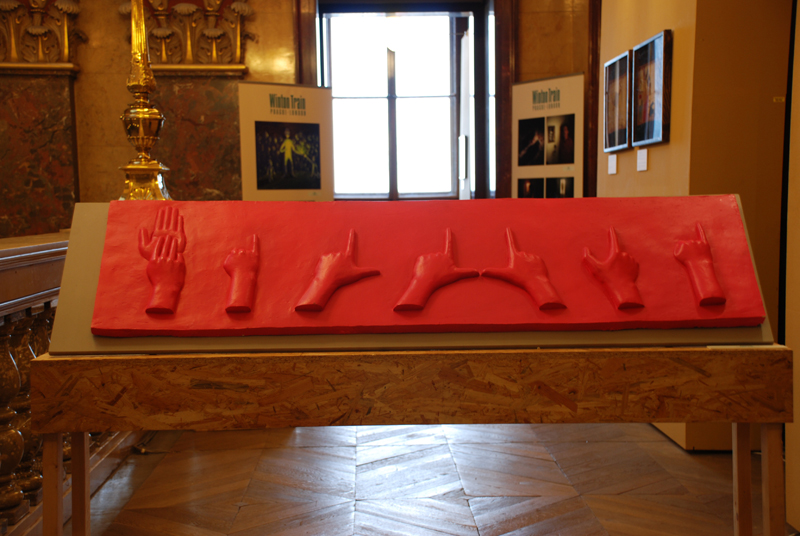
Reliéf Miluji
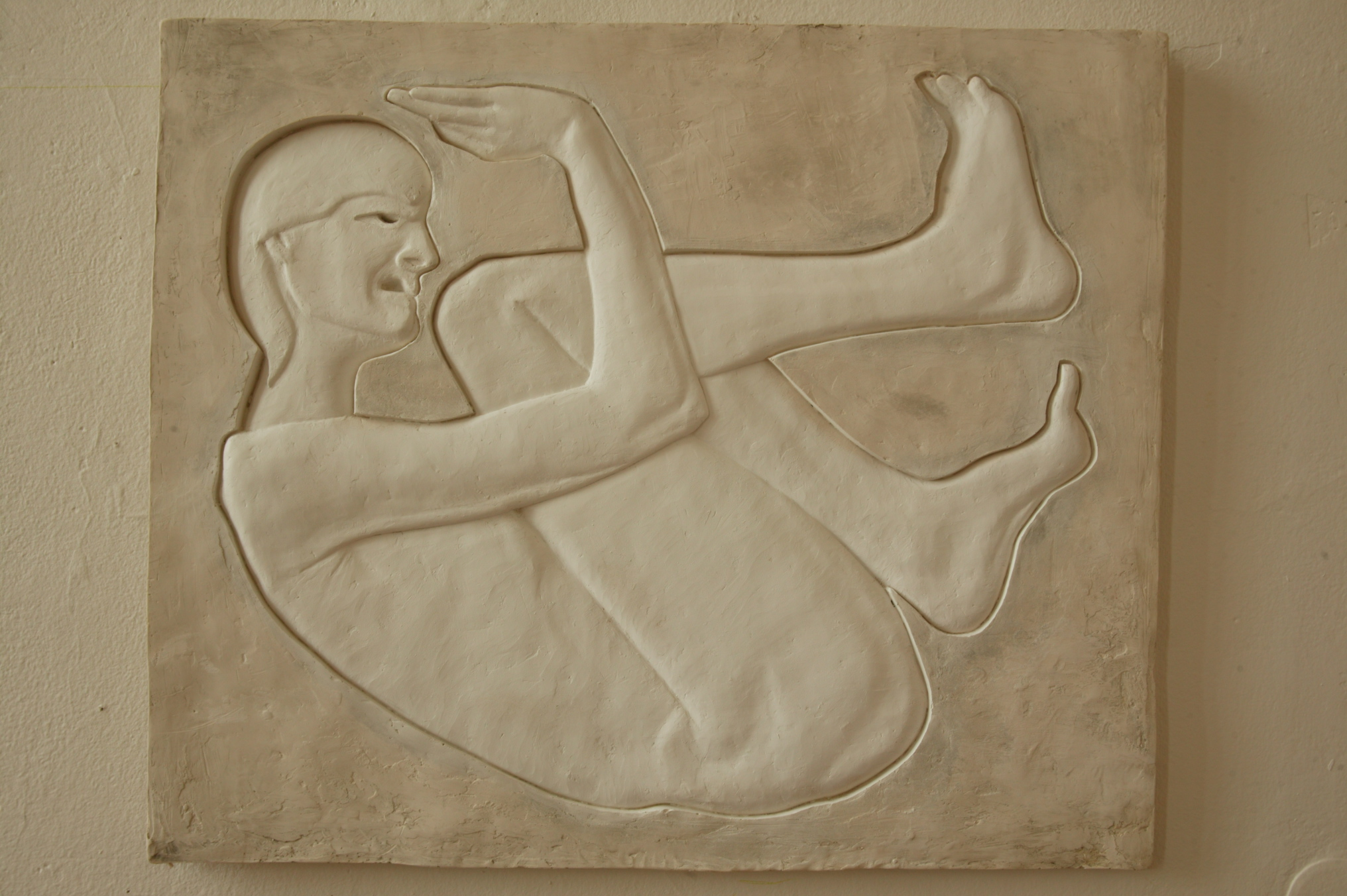
Síla nebýt ve škatulce
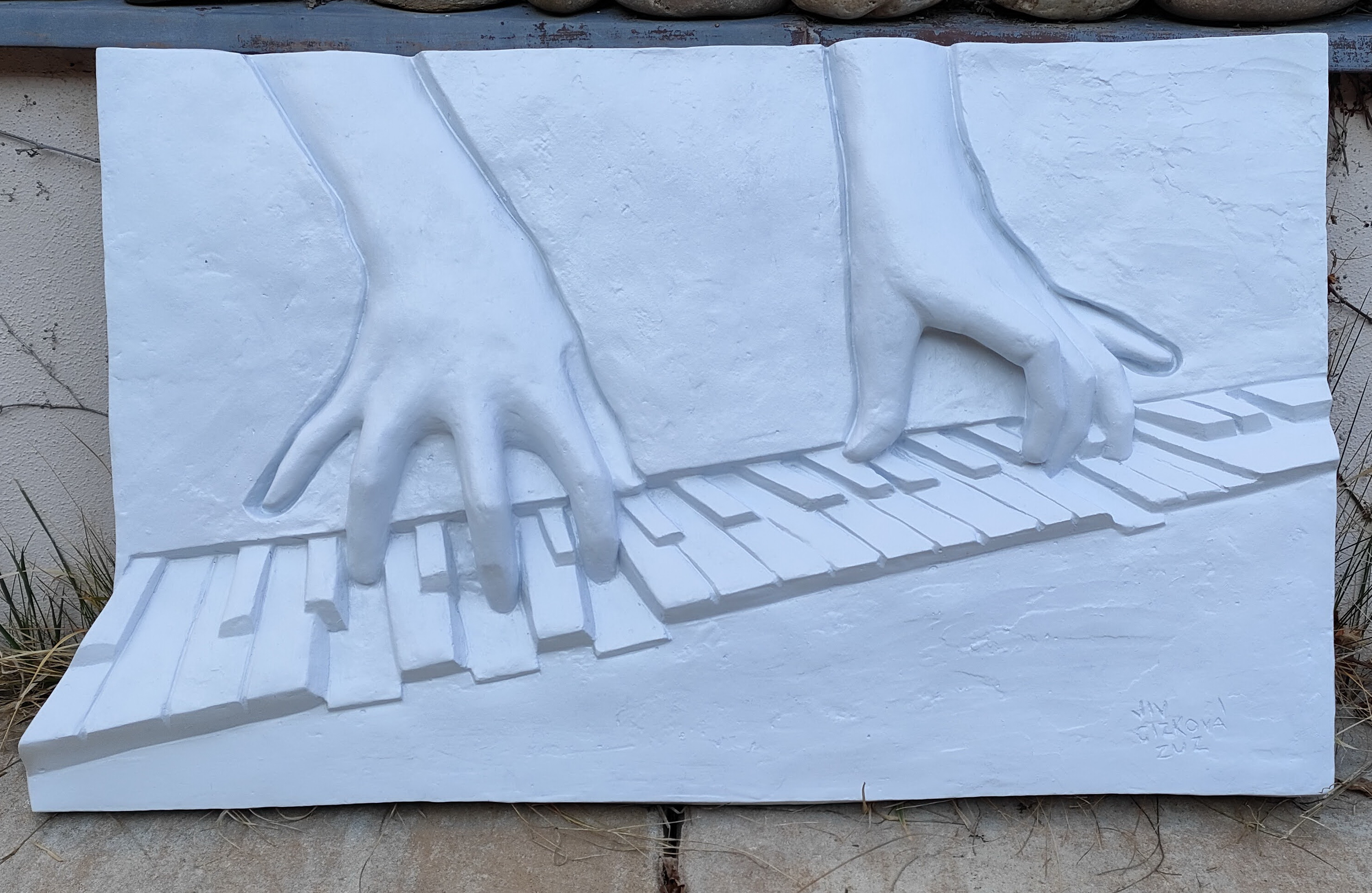
Česká etuda - patinovaný bronz
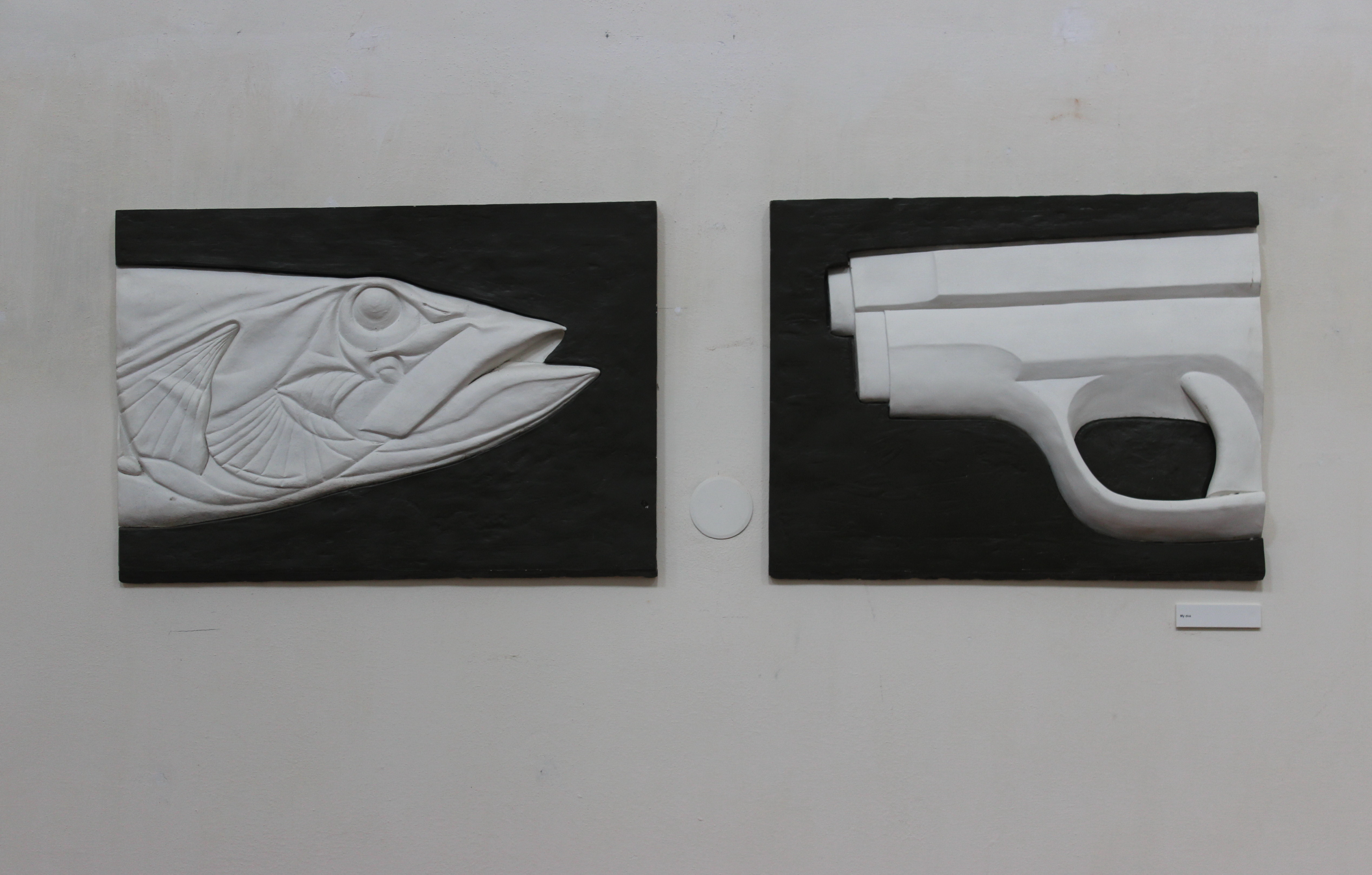
My Dva

#### Televizní dokumenty
- 30. 11. 2006, ČT 2, Televizní klub neslyšících
- Dokument v rámci cyklu Nehasit! Hořím!, premiéra 20. 12. 2006, ČT 1, Nehasit! Hořím! rež. Hana Pinkavová
- 29. 6. 2011, ČT 2, Televizní akademie umění
- 25. 10. 2011, ČT 2, Televizní klub neslyšících – Reliéfní plastika symbolizující znakovou řeč
- 12. 11. 2014, ČT 2, Televizní klub neslyšících – Workshop Vizuálně krásná řeč ve škole pro sluchově postižené v Praze, Holečkově ulici
- Dokument v rámci cyklu Ještě hořím?, premiéra 21. 1. 2021, ČT Art, Ještě hořím? rež. Hana Pinkavová